# PSV in het seizoen 2023/24 (mannen)
Het seizoen 2023/24 was het 111e jaar in het bestaan van PSV. De Eindhovense voetbalclub nam in deze jaargang voor het 68e opeenvolgende jaar deel aan de Eredivisie en aan de toernooien om de TOTO KNVB Beker en de Champions League.

## Seizoensverloop
Aan het begin van het seizoen werd de technische staf gedeeltelijk nieuw aangesteld. Hoofdtrainer Ruud van Nistelrooij stapte na speelronde 33 van het voorgaande Eredivisie-seizoen op. Assistent-trainer Fred Rutten werd interim-hoofdtrainer voor speelronde 34. Zij werden opgevolgd door Peter Bosz. Hij maakte de staf compleet met assistenten Rob Maas en Stijn Schaars en performance coach Terry Peters. Assistent Tim Wolf en keeperstrainer Abe Knoop bleven in dezelfde rol betrokken bij PSV.
Op 4 augustus 2023 werd de Johan Cruijff Schaal voor de derde keer op rij gewonnen, doordat het Feyenoord in Rotterdam met 1 – 0 versloeg.
Aan het begin van het seizoen stroomde PSV in de derde kwalificatieronde van de UEFA Champions League. PSV won de tweeluik met een totaalscore van 7 – 2 van Sturm Graz. In de play-offronde won PSV ook van Rangers FC met een totaalscore van 7 – 3 en plaatste zich voor de groepsfase van de Champions League. Daar eindigde PSV als tweede in de groep achter Arsenal en voor RC Lens en Sevilla FC, overwinterde weer in de Champions League sinds seizoen 2015/16 en plaatste zich voor de achtste finale. Daar verloor PSV de tweeluik met een totaalscore van 1 – 3 van Borussia Dortmund en werd uitgeschakeld in de UEFA Champions League.
In de KNVB Beker kwam PSV niet verder dan de achtste finale van dit seizoen. PSV verloor in Rotterdam met 1 – 0 van Feyenoord.
PSV werd dit seizoen kampioen in speelronde 32. Daarmee werd de 25ste landstitel voor de club veilig gesteld. De voorsprong op de nummer twee Feyenoord bedroeg zeven punten en de voorsprong op de nummer vijf Ajax bedroeg met maar liefst 35 punten. PSV won alle zeventien competitiewedstrijden in de eerste seizoenshelft en evenaarde daarmee het record van PSV in seizoen 1987/88. In de tweede seizoenshelft verloor PSV slechts één keer, dat was in speelronde 27 van N.E.C. en werd er daarnaast vier keer gelijkgespeeld. Aan het einde van het seizoen evenaarde PSV nog een record met het hoogste doelsaldo in een seizoen van +90 (111–21) ten opzichte van Ajax in seizoen 1997/98 en eindigde PSV als tweede met het meeste aantal punten in een seizoen van 91 punten, maar verbrak het eigen clubrecord ten opzichte van seizoen 2014/15. Ook wist PSV alle 34 competitiewedstrijden minimaal één doelpunt te maken, dat record werd verbroken ten opzichte van PSV in seizoen 2018/19 waar toen één wedstrijd niet werd gescoord. Daarnaast werd voetballer Luuk de Jong medetopscorer van de Eredivisie met 29 doelpunten. 

## Selectie
| Nr.           | Nat.                      | Naam                | Geb. dat.  | Bij PSV | Contract tot juli | Optie     | Vorige club       | Bedrag       | Positie    | Notitie                               |
| Keepers       | Keepers                   | Keepers             | Keepers    | Keepers | Keepers           | Keepers   | Keepers           | Keepers      | Keepers    | Keepers                               |
| ------------- | ------------------------- | ------------------- | ---------- | ------- | ----------------- | --------- | ----------------- | ------------ | ---------- | ------------------------------------- |
| 1             | Vlag van Argentinië       | Walter Benítez      | 19-03-1993 | 2022    | 2025              | -         | OGC Nice          | -            | K          |                                       |
| 16            | Vlag van Nederland        | Joël Drommel        | 16-11-1996 | 2021    | 2026              | -         | FC Twente         | € 3.500.000  | K          |                                       |
| 24            | Vlag van Nederland        | Boy Waterman        | 24-01-1984 | 2022    | 2024              | -         | OFI Kreta         | -            | K          |                                       |
| 61            | Vlag van Nederland        | Niek Schiks         | 03-02-2004 | 2024    | 2027              | -         | Eigen jeugd       | -            | K          | Eigen jeugd                           |
| Verdedigers   |                           |                     |            |         |                   |           |                   |              |            |                                       |
| 2             | Vlag van Nederland        | Shurandy Sambo      | 19-08-2001 | 2023    | 2024              | -         | Sparta Rotterdam  | Was verhuurd | RV         | Eigen jeugd; Nederland –21            |
| 3             | Vlag van Nederland        | Jordan Teze         | 30-09-1999 | 2018    | 2025              | -         | Eigen jeugd       | -            | RV         | Eigen jeugd; Nederlands international |
| 4             | Vlag van Nederland        | Armando Obispo      | 05-03-1999 | 2016    | 2025              | -         | Vitesse           | Was verhuurd | CV         | Eigen jeugd                           |
| 5             | Vlag van Brazilië         | André Ramalho       | 16-02-1992 | 2021    | 2024              | -         | Red Bull Salzburg | € 2.500.000  | CV         |                                       |
| 6             | Vlag van Duitsland        | Armel Bella-Kotchap | 11-12-2001 | 2023    | 2024              | -         | Southampton FC    | Huur         | CV         | Duits international                   |
| 8             | Vlag van Verenigde Staten | Sergiño Dest        | 03-11-2000 | 2023    | 2024              | Koopoptie | FC Barcelona      | Huur         | LV, RV     | Amerikaans international              |
| 17            | Vlag van Brazilië         | Mauro Júnior        | 06-05-1999 | 2017    | 2025              | -         | Heracles Almelo   | Was verhuurd | AM, RA, LA |                                       |
| 18            | Vlag van Frankrijk        | Olivier Boscagli    | 18-11-1997 | 2019    | 2025              | -         | OGC Nice          | € 2.000.000  | LV, CV     |                                       |
| 30            | Vlag van Nederland        | Patrick van Aanholt | 29-08-1990 | 2023    | 2024              | -         | Galatasaray       | Huur         | LV         | Eigen jeugd                           |
| Middenvelders |                           |                     |            |         |                   |           |                   |              |            |                                       |
| 10            | Vlag van Verenigde Staten | Malik Tillman       | 28-05-2002 | 2023    | 2024              | Koopoptie | Bayern München    | Huur         | CM, CAM    | Amerikaans international              |
| 20            | Vlag van Nederland        | Guus Til            | 22-12-1997 | 2022    | 2026              | -         | Spartak Moskou    | € 4.000.000  | CAM        | Nederlands international              |
| 22            | Vlag van Nederland        | Jerdy Schouten      | 12-01-1997 | 2023    | 2028              | -         | Bologna FC        | € 12.000.000 | VM         | Nederlands international              |
| 23            | Vlag van Nederland        | Joey Veerman        | 19-11-1998 | 2022    | 2026              | -         | sc Heerenveen     | € 6.000.000  | CM         | Nederlands international              |
| 26            | Vlag van Nederland        | Isaac Babadi        | 06-04-2005 | 2023    | 2028              | -         | Eigen jeugd       | -            | CAM        | Eigen jeugd                           |
| 31            | Vlag van Nederland        | Tygo Land           | 11-01-2006 | 2023    | 2028              | -         | Eigen jeugd       | -            | CM         | Eigen jeugd                           |
| 34            | Vlag van Marokko          | Ismael Saibari      | 18-07-2001 | 2022    | 2028              | -         | KRC Genk          | -            | CAM        |                                       |
| 37            | Vlag van Verenigde Staten | Richard Ledezma     | 06-09-2000 | 2019    | 2025              | -         | Real Monarchs     | -            | CAM        |                                       |
| Aanvallers    |                           |                     |            |         |                   |           |                   |              |            |                                       |
| 7             | Vlag van Nederland        | Noa Lang            | 17-06-1999 | 2023    | 2028              | -         | Club Brugge       | € 12.500.000 | LA         | Nederlands international              |
| 9             | Vlag van Nederland        | Luuk de Jong        | 27-08-1990 | 2022    | 2025              | -         | Sevilla FC        | € 3.000.000  | SP         |                                       |
| 11            | Vlag van België           | Johan Bakayoko      | 20-04-2003 | 2021    | 2026              | -         | Eigen jeugd       | -            | RA         | Eigen jeugd, Belgisch international   |
| 14            | Vlag van Verenigde Staten | Ricardo Pepi        | 09-01-2003 | 2023    | 2028              | -         | FC Augsburg       | € 11.000.000 | SP         | Amerikaans international              |
| 27            | Vlag van Mexico           | Hirving Lozano      | 30-07-1995 | 2023    | 2028              | -         | SSC Napoli        | € 15.000.000 | RA         | Mexicaans international               |

## Transfers
Voor recente transfers bekijk: Lijst van Eredivisie transfers zomer 2023/24

Voor recente transfers bekijk: Lijst van Eredivisie transfers winter 2023/24
Aangetrokken
|                           | Naam                | Positie      | Oude club          | Land             | Per              | Transfersom                       |
|                           | Transfers           | Transfers    | Transfers          | Transfers        | Transfers        | Transfers                         |
| ------------------------- | ------------------- | ------------ | ------------------ | ---------------- | ---------------- | --------------------------------- |
| Vlag van Verenigde Staten | Ricardo Pepi        | Aanvaller    | FC Augsburg        | Duitsland        | 7 juli 2023      | € 11.000.000 (exclusief bonussen) |
| Vlag van Nederland        | Noa Lang            | Aanvaller    | Club Brugge        | België           | 8 juli 2023      | € 12.500.000 (exclusief bonussen) |
| Vlag van Nederland        | Jerdy Schouten      | Middenvelder | Bologna FC         | Italië           | 16 augustus 2023 | € 12.000.000                      |
| Vlag van Mexico           | Hirving Lozano      | Aanvaller    | SSC Napoli         | Italië           | 31 augustus 2023 | € 15.000.000                      |
|                           | Gehuurd             |              |                    |                  |                  |                                   |
| Vlag van Verenigde Staten | Malik Tillman       | Middenvelder | Bayern München     | Duitsland        | 10 augustus 2023 | n.v.t.                            |
| Vlag van Verenigde Staten | Sergiño Dest        | Verdediger   | FC Barcelona       | Spanje           | 21 augustus 2023 | n.v.t.                            |
| Vlag van Duitsland        | Armel Bella-Kotchap | Verdediger   | Southampton FC     | Engeland         | 1 september 2023 | n.v.t.                            |
|                           | Terug van verhuur   |              |                    |                  |                  |                                   |
| Vlag van Duitsland        | Timo Baumgartl      | Verdediger   | 1. FC Union Berlin | Duitsland        | 1 juli 2023      | n.v.t.                            |
| Vlag van België           | Yorbe Vertessen     | Aanvaller    | Union Sint-Gillis  | België           | 1 juli 2023      | n.v.t.                            |
| Vlag van Noorwegen        | Fredrik Oppegård    | Verdediger   | Go Ahead Eagles    | Nederland        | 1 juli 2023      | n.v.t.                            |
| Vlag van Nederland        | Shurandy Sambo      | Verdediger   | Sparta Rotterdam   | Nederland        | 1 juli 2023      | n.v.t.                            |
| Vlag van Verenigde Staten | Richard Ledezma     | Middenvelder | New York City FC   | Verenigde Staten | 1 januari 2024   | n.v.t.                            |
| Vlag van Argentinië       | Maximiliano Romero  | Aanvaller    | Racing Club        | Argentinië       | 1 januari 2024   | n.v.t.                            |

Vertrokken
|                     | Naam               | Positie      | Nieuwe club             | Land       | Per              | Transfersom                      |
|                     | Transfers          | Transfers    | Transfers               | Transfers  | Transfers        | Transfers                        |
| ------------------- | ------------------ | ------------ | ----------------------- | ---------- | ---------------- | -------------------------------- |
| Vlag van Duitsland  | Philipp Max        | Verdediger   | Eintracht Frankfurt     | Duitsland  | 1 juli 2023      | € 1.900.000, was eerder verhuurd |
| Vlag van Mexico     | Érick Gutiérrez    | Middenvelder | Chivas Guadalajara      | Mexico     | 2 juli 2023      | € 5.500.000                      |
| Vlag van Nederland  | Xavi Simons        | Middenvelder | Paris Saint-Germain     | Frankrijk  | 19 juli 2023     | € 6.000.000                      |
| Vlag van Duitsland  | Timo Baumgartl     | Verdediger   | FC Schalke 04           | Duitsland  | 26 juli 2023     | Transfervrij                     |
| Vlag van Oostenrijk | Phillipp Mwene     | Verdediger   | 1. FSV Mainz 05         | Duitsland  | 23 augustus 2023 | ± € 1.000.000                    |
| Vlag van Nederland  | Anwar El Ghazi     | Aanvaller    | 1. FSV Mainz 05         | Duitsland  | 1 september 2023 | Transfervrij                     |
| Vlag van Ivoorkust  | Ibrahim Sangaré    | Middenvelder | Nottingham Forest       | Engeland   | 1 september 2023 | € 35.000.000                     |
| Vlag van Argentinië | Maximiliano Romero | Aanvaller    | Racing Club             | Argentinië | 1 januari 2024   | € 2.470.000                      |
| Vlag van België     | Yorbe Vertessen    | Aanvaller    | 1. FC Union Berlin      | Duitsland  | 1 februari 2024  | € 4.750.000                      |
|                     | Was gehuurd        |              |                         |            |                  |                                  |
| Vlag van Engeland   | Jarrad Branthwaite | Verdediger   | Everton FC              | Engeland   | 1 juli 2023      | n.v.t.                           |
| Vlag van België     | Thorgan Hazard     | Aanvaller    | Borussia Dortmund       | Duitsland  | 1 juli 2023      | n.v.t.                           |
| Vlag van Brazilië   | Sávio              | Aanvaller    | Troyes AC               | Frankrijk  | 1 juli 2023      | n.v.t.                           |
| Vlag van Portugal   | Fábio Silva        | Aanvaller    | Wolverhampton Wanderers | Engeland   | 1 juli 2023      | n.v.t.                           |
|                     | Verhuurd           |              |                         |            |                  |                                  |
| Vlag van Nederland  | Jason van Duiven   | Aanvaller    | Almere City FC          | Nederland  | 8 januari 2024   | n.v.t.                           |
| Vlag van Noorwegen  | Fredrik Oppegård   | Verdediger   | Heracles Almelo         | Nederland  | 30 januari 2024  | n.v.t.                           |

## Staf eerste elftal
Technische staf
|                    | Naam          | Functie            | Contract tot |
| ------------------ | ------------- | ------------------ | ------------ |
| Vlag van Nederland | Peter Bosz    | Hoofdtrainer/Coach | 30 juni 2026 |
| Vlag van Nederland | Rob Maas      | Assistent-trainer  |              |
| Vlag van Nederland | Stijn Schaars | Assistent-trainer  |              |
| Vlag van Nederland | Tim Wolf      | Assistent-trainer  |              |
| Vlag van Nederland | Abe Knoop     | Keeperstrainer     |              |

Begeleidende staf
|                    | Naam                  | Functie            |
| ------------------ | --------------------- | ------------------ |
| Vlag van Nederland | Bas Roorda            | Teammanager        |
| Vlag van Nederland | Mart van den Heuvel   | Spelersbegeleider  |
| Vlag van Nederland | Terry Peters          | Performance coach  |
| Vlag van Engeland  | Jermaine McCubbine    | Fysieke trainer    |
| Vlag van Nederland | Yannick van der Schee | Fysieke trainer    |
| Vlag van Nederland | John Feskens          | Video-analist      |
| Vlag van Nederland | Pier Tensen           | Video-analist      |
| Vlag van Nederland | Nick van der Horst    | Fysiotherapeut     |
| Vlag van Nederland | Rob van Hunnik        | Fysiotherapeut     |
| Vlag van Nederland | Jurgen Nijenhuis      | Fysiotherapeut     |
| Vlag van Nederland | Rob Ouderland         | Fysiotherapeut     |
| Vlag van Nederland | Eddy Pepels           | Verzorger          |
| Vlag van Nederland | Martijn op den Buijs  | Materiaalverzorger |
| Vlag van Nederland | Adri van Dooren       | Materiaalverzorger |
| Vlag van Nederland | Gust van Montfort     | Medisch manager    |
| Vlag van Nederland | Rob Bogie             | Clubarts           |
| Vlag van Nederland | Wart van Zoest        | Clubarts           |
| Vlag van Nederland | Ruud van Elk          | Sportwetenschapper |

Overige staf
|                           | Naam                       | Functie                |
| ------------------------- | -------------------------- | ---------------------- |
| Vlag van Nederland        | Ernest Faber               | Hoofd jeugdafdeling    |
| Vlag van Nederland        | Sanne Clements             | Manager perszaken      |
| Vlag van Verenigde Staten | Earnest Stewart            | Directeur voetbalzaken |
| Vlag van Nederland        | Jan Vennegoor of Hesselink | Manager voetbalzaken   |

## Tenue
| Thuis | Uit | Alternatief Uit | Derde tenue | Alternatief derde tenue |

## Voorbereiding
| 8 juli 2023, 14:30 uur                                                                                | PSV      | 1 – 2 (0 – 1) | STVV        | Opstelling PSV | Opstelling STVV |  |
| Stadion: PSV Campus De Herdgang, Eindhoven Toeschouwers: 0 (besloten) Scheidsrechter: Robin Vereijken | El Ghazi |               | Bocat Nhali | Eerste helft: Drommel, Comenencia, Teze, Boscagli, Tytens (Jiménez '35), Geerts, Land, Til, Gonzaga, Van Duiven, Antonisse Tweede helft: Waterman, Van de Blaak, Ramalho, Baumgartl, Van Aanholt, Van den Heuvel, Babadi, Nassoh, El Ghazi, Fofana, Bars | Niet bekend     |  |
| Stadion: PSV Campus De Herdgang, Eindhoven Toeschouwers: 0 (besloten) Scheidsrechter: Robin Vereijken |          |               |             | Eerste helft: Drommel, Comenencia, Teze, Boscagli, Tytens (Jiménez '35), Geerts, Land, Til, Gonzaga, Van Duiven, Antonisse Tweede helft: Waterman, Van de Blaak, Ramalho, Baumgartl, Van Aanholt, Van den Heuvel, Babadi, Nassoh, El Ghazi, Fofana, Bars | Niet bekend     |  |
| Stadion: PSV Campus De Herdgang, Eindhoven Toeschouwers: 0 (besloten) Scheidsrechter: Robin Vereijken |          |               |             | Eerste helft: Drommel, Comenencia, Teze, Boscagli, Tytens (Jiménez '35), Geerts, Land, Til, Gonzaga, Van Duiven, Antonisse Tweede helft: Waterman, Van de Blaak, Ramalho, Baumgartl, Van Aanholt, Van den Heuvel, Babadi, Nassoh, El Ghazi, Fofana, Bars | Niet bekend     |  |
| |          |               |             | |                 |  |

| 15 juli 2023, 18:00 uur                                                                                               | FC Blau-Weiß Linz | 1 – 2 (1 – 2) | PSV                        | Opstelling FC Blau-Weiß Linz | Opstelling PSV |  |
| Stadion: Hofmann Personal Stadion, Linz, Oostenrijk Scheidsrechter: Achim Untergasser                                 | Ronivaldo 4'      |               | 14' (pen.) Simons 16' Pepi | Schmid (Radulovic '90 (Gschossmann '106)), Strauss (Karakaya '90), Mitrovic (Briedl '90), Koch (Krainz '60), Pirkl (Gölles '69), Ronivaldo (Noß '60), Hofer (Feiertag '60), Brandner (Dobras '60), Windhager (Schantl '69), Haudum (Seidl '80), Ibrahimi (Mensah '60) | Van 1e tot 60e minuut: Benítez, Van de Blaak, Teze, Boscagli, Van Aanholt, Veerman, Land, Simons, Bakayoko, Pepi (Colyn '46), Kwaaitaal Van 61e tot 120e minuut: Drommel, Comenencia, Ramalho, Baumgartl, Mwene, Sangaré, Van den Heuvel, Nassoh, Babadi, Van Duiven '77, El Ghazi |  |
| Stadion: Hofmann Personal Stadion, Linz, Oostenrijk Scheidsrechter: Achim Untergasser                                 |                   |               |                            | Schmid (Radulovic '90 (Gschossmann '106)), Strauss (Karakaya '90), Mitrovic (Briedl '90), Koch (Krainz '60), Pirkl (Gölles '69), Ronivaldo (Noß '60), Hofer (Feiertag '60), Brandner (Dobras '60), Windhager (Schantl '69), Haudum (Seidl '80), Ibrahimi (Mensah '60) | Van 1e tot 60e minuut: Benítez, Van de Blaak, Teze, Boscagli, Van Aanholt, Veerman, Land, Simons, Bakayoko, Pepi (Colyn '46), Kwaaitaal Van 61e tot 120e minuut: Drommel, Comenencia, Ramalho, Baumgartl, Mwene, Sangaré, Van den Heuvel, Nassoh, Babadi, Van Duiven '77, El Ghazi |  |
| Stadion: Hofmann Personal Stadion, Linz, Oostenrijk Scheidsrechter: Achim Untergasser                                 |                   |               |                            | Schmid (Radulovic '90 (Gschossmann '106)), Strauss (Karakaya '90), Mitrovic (Briedl '90), Koch (Krainz '60), Pirkl (Gölles '69), Ronivaldo (Noß '60), Hofer (Feiertag '60), Brandner (Dobras '60), Windhager (Schantl '69), Haudum (Seidl '80), Ibrahimi (Mensah '60) | Van 1e tot 60e minuut: Benítez, Van de Blaak, Teze, Boscagli, Van Aanholt, Veerman, Land, Simons, Bakayoko, Pepi (Colyn '46), Kwaaitaal Van 61e tot 120e minuut: Drommel, Comenencia, Ramalho, Baumgartl, Mwene, Sangaré, Van den Heuvel, Nassoh, Babadi, Van Duiven '77, El Ghazi |  |
| Bijz.: Naast de reguliere speeltijd van 2 × 45 minuten werd er als extra speeltijd van 2 × 15 minuten aan toegevoegd. |                   |               |                            | | |  |

| 22 juli 2023, 15:00 uur                                                      | FC Augsburg | 1 – 2 (1 – 1) | PSV                        | Opstelling FC Augsburg | Opstelling PSV |  |
| Stadion: ATV-Riesneralm-Arena Irdning, Irdning, Oostenrijk Toeschouwers: 400 | Beljo 15'   |               | 19' De Jong 107' Kwaaitaal | Van 1e tot 75e minuut: Dahmen, Pedersen, Pfeiffer, Beljo, Vargas (Kömür '57), Breithaupt, Tietz, Jensen, Winther, Dorsch, Mbuku Van 76e tot 150e minuut: Koubek, Maier, Rexhbeçaj, Uduokhai, Michel, Iago, Bauer, Engels, Malone, Čolina, Cardona, (Demirović '121) | Van 1e tot 75e minuut: Drommel, Sambo (Land '60), Ramalho, Boscagli, Mwene, Sangaré, Veerman, Babadi, Bakayoko, De Jong (Van Duiven '60), Lang (Nassoh '60) Van 76e tot 150e minuut: Benítez, Kwaaitaal, Teze, Van de Blaak, Van Aanholt, Comenencia, Van den Heuvel, Land (Til '110), El Ghazi, Pepi, Vertessen |  |
| Stadion: ATV-Riesneralm-Arena Irdning, Irdning, Oostenrijk Toeschouwers: 400 |             |               |                            | Van 1e tot 75e minuut: Dahmen, Pedersen, Pfeiffer, Beljo, Vargas (Kömür '57), Breithaupt, Tietz, Jensen, Winther, Dorsch, Mbuku Van 76e tot 150e minuut: Koubek, Maier, Rexhbeçaj, Uduokhai, Michel, Iago, Bauer, Engels, Malone, Čolina, Cardona, (Demirović '121) | Van 1e tot 75e minuut: Drommel, Sambo (Land '60), Ramalho, Boscagli, Mwene, Sangaré, Veerman, Babadi, Bakayoko, De Jong (Van Duiven '60), Lang (Nassoh '60) Van 76e tot 150e minuut: Benítez, Kwaaitaal, Teze, Van de Blaak, Van Aanholt, Comenencia, Van den Heuvel, Land (Til '110), El Ghazi, Pepi, Vertessen |  |
| Stadion: ATV-Riesneralm-Arena Irdning, Irdning, Oostenrijk Toeschouwers: 400 |             |               |                            | Van 1e tot 75e minuut: Dahmen, Pedersen, Pfeiffer, Beljo, Vargas (Kömür '57), Breithaupt, Tietz, Jensen, Winther, Dorsch, Mbuku Van 76e tot 150e minuut: Koubek, Maier, Rexhbeçaj, Uduokhai, Michel, Iago, Bauer, Engels, Malone, Čolina, Cardona, (Demirović '121) | Van 1e tot 75e minuut: Drommel, Sambo (Land '60), Ramalho, Boscagli, Mwene, Sangaré, Veerman, Babadi, Bakayoko, De Jong (Van Duiven '60), Lang (Nassoh '60) Van 76e tot 150e minuut: Benítez, Kwaaitaal, Teze, Van de Blaak, Van Aanholt, Comenencia, Van den Heuvel, Land (Til '110), El Ghazi, Pepi, Vertessen |  |
| Bijz.: De speeltijd van deze wedstrijd was 2 × 75 minuten.                   |             |               |                            | | |  |

| 26 juli 2023, 20:00 uur                                                                | PSV                                    | 3 – 1 (2 – 0) | FC Eindhoven | Opstelling PSV | Opstelling FC Eindhoven |  |
| Stadion: Philips Stadion, Eindhoven Toeschouwers: 25.000 Scheidsrechter: Dennis Higler | Pepi 19' El Ghazi 35' Van Duiven 90+2' |               | 86' Garden   | Drommel, Kwaaitaal, Teze, Van de Blaak, Van Aanholt, Comenencia, Van den Heuvel (Saibari '46), Land (Nassoh '72), El Ghazi, Pepi, Vertessen (Van Duiven '72) | Brondeel (Borgmans '72), Sas (Persyn '67), Seedorf (Ogenia '72), Amevor (Azzagari '72), Limouri (Giebels '72), Dahlhaus (Rêgo '72), Dorenbosch (Van Rosmalen '72), Van Doorm (Simons '72), Kökcü (Achenteh '72), Rottier (Erkelens '72), Sleegers (Garden '46) |  |
| Stadion: Philips Stadion, Eindhoven Toeschouwers: 25.000 Scheidsrechter: Dennis Higler |                                        |               |              | Drommel, Kwaaitaal, Teze, Van de Blaak, Van Aanholt, Comenencia, Van den Heuvel (Saibari '46), Land (Nassoh '72), El Ghazi, Pepi, Vertessen (Van Duiven '72) | Brondeel (Borgmans '72), Sas (Persyn '67), Seedorf (Ogenia '72), Amevor (Azzagari '72), Limouri (Giebels '72), Dahlhaus (Rêgo '72), Dorenbosch (Van Rosmalen '72), Van Doorm (Simons '72), Kökcü (Achenteh '72), Rottier (Erkelens '72), Sleegers (Garden '46) |  |
| Stadion: Philips Stadion, Eindhoven Toeschouwers: 25.000 Scheidsrechter: Dennis Higler |                                        |               |              | Drommel, Kwaaitaal, Teze, Van de Blaak, Van Aanholt, Comenencia, Van den Heuvel (Saibari '46), Land (Nassoh '72), El Ghazi, Pepi, Vertessen (Van Duiven '72) | Brondeel (Borgmans '72), Sas (Persyn '67), Seedorf (Ogenia '72), Amevor (Azzagari '72), Limouri (Giebels '72), Dahlhaus (Rêgo '72), Dorenbosch (Van Rosmalen '72), Van Doorm (Simons '72), Kökcü (Achenteh '72), Rottier (Erkelens '72), Sleegers (Garden '46) |  |
|                                                                                        |                                        |               |              | | |  |

| 30 juli 2023, 18:30 uur                                                                 | PSV          | 1 – 0 (0 – 0) | Nottingham Forest | Opstelling PSV                                                                                    | Opstelling Nottingham Forest |  |
| Stadion: Philips Stadion, Eindhoven Toeschouwers: 28.000 Scheidsrechter: Danny Makkelie | Bakayoko 66' |               |                   | Benítez, Sambo, Ramalho, Boscagli, Van Aanholt, Sangaré, Veerman, Babadi, Bakayoko, De Jong, Lang | Horvath, Worrall, Aurier (Powell '72), McKenna, Boly, Aina (Williams '46), Mangala (Kouyaté '62), Gibbs-White (Freuler '62), Yates (Ui-jo '62), Danilo, Wood (Elanga '62) |  |
| Stadion: Philips Stadion, Eindhoven Toeschouwers: 28.000 Scheidsrechter: Danny Makkelie |              |               |                   | Benítez, Sambo, Ramalho, Boscagli, Van Aanholt, Sangaré, Veerman, Babadi, Bakayoko, De Jong, Lang | Horvath, Worrall, Aurier (Powell '72), McKenna, Boly, Aina (Williams '46), Mangala (Kouyaté '62), Gibbs-White (Freuler '62), Yates (Ui-jo '62), Danilo, Wood (Elanga '62) |  |
| Stadion: Philips Stadion, Eindhoven Toeschouwers: 28.000 Scheidsrechter: Danny Makkelie |              |               |                   | Benítez, Sambo, Ramalho, Boscagli, Van Aanholt, Sangaré, Veerman, Babadi, Bakayoko, De Jong, Lang | Horvath, Worrall, Aurier (Powell '72), McKenna, Boly, Aina (Williams '46), Mangala (Kouyaté '62), Gibbs-White (Freuler '62), Yates (Ui-jo '62), Danilo, Wood (Elanga '62) |  |
|                                                                                         |              |               |                   |                                                                                                   | |  |

| 7 januari 2024, 13:00 uur                                                                  | PSV           | 1 – 1 (1 – 0) | Heracles Almelo | Opstelling PSV                                                                                              | Opstelling Heracles Almelo |  |
| Stadion: La Quinta - Marbella Football Center, Marbella, Spanje Toeschouwers: 0 (besloten) | Vertessen 20' |               | 68' Hornkamp    | Drommel, Sambo, Oppegård, Obispo, Mauro Júnior, Van Aanholt, Land, Babadi, Abed (Bars '78), Pepi, Vertessen | Brouwer (De Keijzer '61), Wieckhoff, Bultman (Čestić '61), Sonnenberg, Hoogma, Willems (Roosken '46), Vejinović (Bruns '61), De Keersmaecker (Scheperman '61), Limbombe (Laursen '61 (Wehmeyer '65)), Hansson (Engels '61), Sankoh (Hornkamp '61) |  |
| Stadion: La Quinta - Marbella Football Center, Marbella, Spanje Toeschouwers: 0 (besloten) |               |               |                 | Drommel, Sambo, Oppegård, Obispo, Mauro Júnior, Van Aanholt, Land, Babadi, Abed (Bars '78), Pepi, Vertessen | Brouwer (De Keijzer '61), Wieckhoff, Bultman (Čestić '61), Sonnenberg, Hoogma, Willems (Roosken '46), Vejinović (Bruns '61), De Keersmaecker (Scheperman '61), Limbombe (Laursen '61 (Wehmeyer '65)), Hansson (Engels '61), Sankoh (Hornkamp '61) |  |
| Stadion: La Quinta - Marbella Football Center, Marbella, Spanje Toeschouwers: 0 (besloten) |               |               |                 | Drommel, Sambo, Oppegård, Obispo, Mauro Júnior, Van Aanholt, Land, Babadi, Abed (Bars '78), Pepi, Vertessen | Brouwer (De Keijzer '61), Wieckhoff, Bultman (Čestić '61), Sonnenberg, Hoogma, Willems (Roosken '46), Vejinović (Bruns '61), De Keersmaecker (Scheperman '61), Limbombe (Laursen '61 (Wehmeyer '65)), Hansson (Engels '61), Sankoh (Hornkamp '61) |  |
|                                                                                            |               |               |                 | | |  |

| 7 januari 2024, 16:30 uur | PSV              | 2 – 2 / 0 – 0 | Hamburger SV                | Opstelling PSV                                                                                 | Opstelling Hamburger SV |  |
| Stadion: Marbella Football Center, Marbella, Spanje Scheidsrechter: Alfredo Vazquez Hidalgo | De Jong 18', 43' |               | 7' Ramos 35' (pen.) Glatzel | Benítez, Teze, Ramalho '31, Boscagli, Dest, Til, Schouten, Veerman, Bakayoko, De Jong, Tillman | Heuer Fernandes (Raab '46), Van Der Brempt (Heyer '46), Ramos, Hadžikadunić, Muheim (Oliveira '61), Meffert (Krahn '61), Bénes (Poręba '63), Pherai, Jatta (Suhonen '79), Glatzel (Németh '63), Dompé (Öztunalı '63) |  |
| Stadion: Marbella Football Center, Marbella, Spanje Scheidsrechter: Alfredo Vazquez Hidalgo |                  |               |                             | Benítez, Teze, Ramalho '31, Boscagli, Dest, Til, Schouten, Veerman, Bakayoko, De Jong, Tillman | Heuer Fernandes (Raab '46), Van Der Brempt (Heyer '46), Ramos, Hadžikadunić, Muheim (Oliveira '61), Meffert (Krahn '61), Bénes (Poręba '63), Pherai, Jatta (Suhonen '79), Glatzel (Németh '63), Dompé (Öztunalı '63) |  |
| Stadion: Marbella Football Center, Marbella, Spanje Scheidsrechter: Alfredo Vazquez Hidalgo |                  |               |                             | Benítez, Teze, Ramalho '31, Boscagli, Dest, Til, Schouten, Veerman, Bakayoko, De Jong, Tillman | Heuer Fernandes (Raab '46), Van Der Brempt (Heyer '46), Ramos, Hadžikadunić, Muheim (Oliveira '61), Meffert (Krahn '61), Bénes (Poręba '63), Pherai, Jatta (Suhonen '79), Glatzel (Németh '63), Dompé (Öztunalı '63) |  |
| Bijz.: Omdat het een oefenwedstrijd betreft, wilde PSV en HSV graag in de tweede helft met volledige elftallen op het veld komen met daarbij een vervanger voor Ramalho. Na langdurige overleg tussen de Spaanse arbiters gingen ze daar niet in mee. Als alternatief werd de wedstrijd opnieuw gespeeld met 45 minuten speeltijd. Hierdoor mocht Ramalho weer meedoen. |                  |               |                             |                                                                                                | |  |

## Johan Cruijff Schaal
| 4 augustus 2023, 20:00 uur                                                                                                | Feyenoord | 0 – 1 (0 – 0) | PSV      | Opstelling Feyenoord | Opstelling PSV |  |
| Stadion: Stadion Feijenoord, Rotterdam Toeschouwers: 47.500 Scheidsrechter: Allard Lindhout Video-assistent: Clay Ruperti |           |               | 79' Lang | Bijlow, Pedersen (Van den Belt '83), Geertruida , Hancko, Hartman (López '72), Zerrouki, Stengs (Timber '62), Wieffer, Jahanbakhsh, Giménez (Minteh '62), Paixão (Dilrosun '72) | Benítez, Teze, Ramalho ( 73'), Boscagli, Van Aanholt, Sangaré, Babadi (Saibari '73), Veerman , Bakayoko (El Ghazi '86), De Jong (Pepi '73), Lang (Vertessen '86) |  |
| Stadion: Stadion Feijenoord, Rotterdam Toeschouwers: 47.500 Scheidsrechter: Allard Lindhout Video-assistent: Clay Ruperti |           |               |          | Bijlow, Pedersen (Van den Belt '83), Geertruida , Hancko, Hartman (López '72), Zerrouki, Stengs (Timber '62), Wieffer, Jahanbakhsh, Giménez (Minteh '62), Paixão (Dilrosun '72) | Benítez, Teze, Ramalho ( 73'), Boscagli, Van Aanholt, Sangaré, Babadi (Saibari '73), Veerman , Bakayoko (El Ghazi '86), De Jong (Pepi '73), Lang (Vertessen '86) |  |
| Stadion: Stadion Feijenoord, Rotterdam Toeschouwers: 47.500 Scheidsrechter: Allard Lindhout Video-assistent: Clay Ruperti |           |               |          | Bijlow, Pedersen (Van den Belt '83), Geertruida , Hancko, Hartman (López '72), Zerrouki, Stengs (Timber '62), Wieffer, Jahanbakhsh, Giménez (Minteh '62), Paixão (Dilrosun '72) | Benítez, Teze, Ramalho ( 73'), Boscagli, Van Aanholt, Sangaré, Babadi (Saibari '73), Veerman , Bakayoko (El Ghazi '86), De Jong (Pepi '73), Lang (Vertessen '86) |  |
| Bijz.: Wellenreuther van Feyenoord kreeg als wisselspeler een gele kaart.                                                 |           |               |          | | |  |

## Eredivisie

### Wedstrijden

#### Augustus
| Speelronde 1: 12 augustus 2023, 16:30 uur                                                                                 | PSV                      | 2 – 0 (1 – 0) | FC Utrecht | Opstelling PSV | Opstelling FC Utrecht |  |
| Stadion: Philips Stadion, Eindhoven Toeschouwers: 32.486 Scheidsrechter: Serdar Gözübüyük Video-assistent: Ingmar Oostrom | Lang 45+3' Vertessen 77' |               |            | Benítez, Teze , Ramalho ( 83'), Boscagli, Van Aanholt, Sangaré, Babadi (Saibari '46), Veerman (Land '89), Bakayoko (Til '83), De Jong (Pepi '83), Lang (Vertessen '68) | Barkas, Ter Avest (Van der Maarel '67), Van der Hoorn , Sagnan, El Karouani, Bozdoğan, Jensen (Labyad '67), Toornstra (Descotte '82), Booth (Azarkan '41), Douvikas, Seuntjens |  |
| Stadion: Philips Stadion, Eindhoven Toeschouwers: 32.486 Scheidsrechter: Serdar Gözübüyük Video-assistent: Ingmar Oostrom |                          |               |            | Benítez, Teze , Ramalho ( 83'), Boscagli, Van Aanholt, Sangaré, Babadi (Saibari '46), Veerman (Land '89), Bakayoko (Til '83), De Jong (Pepi '83), Lang (Vertessen '68) | Barkas, Ter Avest (Van der Maarel '67), Van der Hoorn , Sagnan, El Karouani, Bozdoğan, Jensen (Labyad '67), Toornstra (Descotte '82), Booth (Azarkan '41), Douvikas, Seuntjens |  |
| Stadion: Philips Stadion, Eindhoven Toeschouwers: 32.486 Scheidsrechter: Serdar Gözübüyük Video-assistent: Ingmar Oostrom |                          |               |            | Benítez, Teze , Ramalho ( 83'), Boscagli, Van Aanholt, Sangaré, Babadi (Saibari '46), Veerman (Land '89), Bakayoko (Til '83), De Jong (Pepi '83), Lang (Vertessen '68) | Barkas, Ter Avest (Van der Maarel '67), Van der Hoorn , Sagnan, El Karouani, Bozdoğan, Jensen (Labyad '67), Toornstra (Descotte '82), Booth (Azarkan '41), Douvikas, Seuntjens |  |
| |                          |               |            | | |  |

| Speelronde 2: 19 augustus 2023, 18:45 uur                                                                    | Vitesse        | 1 – 3 (1 – 0) | PSV                                          | Opstelling Vitesse | Opstelling PSV |  |
| Stadion: GelreDome, Arnhem Toeschouwers: 14.876 Scheidsrechter: Bas Nijhuis Video-assistent: Richard Martens | Van Ginkel 19' |               | 48' Saibari 64' Vertessen 70' (pen.) De Jong | Room, Arcus (Egbring '83), Oroz, Isimat-Mirin, Cornelisse, Tielemans, Van Ginkel , Meulensteen, Kozłowski (Manhoef '58), Hamulić (De Regt '58), Boutrah (Van Zwam '83) | Benítez, Teze, Ramalho (Schouten '46 ), Boscagli, Van Aanholt (Sambo '57), Sangaré, Babadi (Til '46), Veerman, Bakayoko (Saibari '46), De Jong , Vertessen (El Ghazi '87) |  |
| Stadion: GelreDome, Arnhem Toeschouwers: 14.876 Scheidsrechter: Bas Nijhuis Video-assistent: Richard Martens |                |               |                                              | Room, Arcus (Egbring '83), Oroz, Isimat-Mirin, Cornelisse, Tielemans, Van Ginkel , Meulensteen, Kozłowski (Manhoef '58), Hamulić (De Regt '58), Boutrah (Van Zwam '83) | Benítez, Teze, Ramalho (Schouten '46 ), Boscagli, Van Aanholt (Sambo '57), Sangaré, Babadi (Til '46), Veerman, Bakayoko (Saibari '46), De Jong , Vertessen (El Ghazi '87) |  |
| Stadion: GelreDome, Arnhem Toeschouwers: 14.876 Scheidsrechter: Bas Nijhuis Video-assistent: Richard Martens |                |               |                                              | Room, Arcus (Egbring '83), Oroz, Isimat-Mirin, Cornelisse, Tielemans, Van Ginkel , Meulensteen, Kozłowski (Manhoef '58), Hamulić (De Regt '58), Boutrah (Van Zwam '83) | Benítez, Teze, Ramalho (Schouten '46 ), Boscagli, Van Aanholt (Sambo '57), Sangaré, Babadi (Til '46), Veerman, Bakayoko (Saibari '46), De Jong , Vertessen (El Ghazi '87) |  |
| |                |               |                                              | | |  |

#### September
| Speelronde 4: 2 september 2023, 20:00 uur                                                                                | RKC Waalwijk | 0 – 4 (0 – 1) | PSV                                          | Opstelling RKC Waalwijk | Opstelling PSV |  |
| Stadion: Mandemakers Stadion, Waalwijk Toeschouwers: 6.609 Scheidsrechter: Dennis Higler Video-assistent: Danny Makkelie |              |               | 44' Veerman 53' Lang 64' De Jong 86' Tillman | Vaessen, Lelieveld, Bruma (Adewoye '82), Gaari, Meijers, Cleonise (Lokesa '62), Felida, Oukili (Roemeratoe '71), Bakkali (Margaret '61), Kramer , Min (Niemeijer '62) | Benítez, Dest (Sambo '84), Schouten, Ramalho ( 72'), Van Aanholt, Til, Saibari (Tillman '72), Veerman, Bakayoko (Vertessen '72), De Jong (Pepi '72), Lang (Babadi '84) |  |
| Stadion: Mandemakers Stadion, Waalwijk Toeschouwers: 6.609 Scheidsrechter: Dennis Higler Video-assistent: Danny Makkelie |              |               |                                              | Vaessen, Lelieveld, Bruma (Adewoye '82), Gaari, Meijers, Cleonise (Lokesa '62), Felida, Oukili (Roemeratoe '71), Bakkali (Margaret '61), Kramer , Min (Niemeijer '62) | Benítez, Dest (Sambo '84), Schouten, Ramalho ( 72'), Van Aanholt, Til, Saibari (Tillman '72), Veerman, Bakayoko (Vertessen '72), De Jong (Pepi '72), Lang (Babadi '84) |  |
| Stadion: Mandemakers Stadion, Waalwijk Toeschouwers: 6.609 Scheidsrechter: Dennis Higler Video-assistent: Danny Makkelie |              |               |                                              | Vaessen, Lelieveld, Bruma (Adewoye '82), Gaari, Meijers, Cleonise (Lokesa '62), Felida, Oukili (Roemeratoe '71), Bakkali (Margaret '61), Kramer , Min (Niemeijer '62) | Benítez, Dest (Sambo '84), Schouten, Ramalho ( 72'), Van Aanholt, Til, Saibari (Tillman '72), Veerman, Bakayoko (Vertessen '72), De Jong (Pepi '72), Lang (Babadi '84) |  |
| |              |               |                                              | | |  |

| Speelronde 5: 16 september 2023, 20:10 uur                                                                        | PSV                                              | 4 – 0 (2 – 0) | N.E.C. | Opstelling PSV | Opstelling N.E.C. |  |
| Stadion: Philips Stadion, Eindhoven Toeschouwers: 34.200 Scheidsrechter: Joey Kooij Video-assistent: Martin Pérez | De Jong 37', 49' (pen.) Lang 38' Pepi 87' (pen.) |               |        | Benítez, Dest (Teze '63), Ramalho ( 83'), Bella-Kotchap (Boscagli '63), Van Aanholt, Schouten, Saibari (Til '83), Veerman, Bakayoko, De Jong (Pepi '83), Lang (Lozano '56) | Cillessen, Pereira (Van Rooij '36), Ross , Verdonk, Baas, Schöne (Hoedemakers '72), Mattsson, Proper ( 72'), González (Sano '59), Ogawa (Dost '72 ), Hansen (Olden Larsen '59) |  |
| Stadion: Philips Stadion, Eindhoven Toeschouwers: 34.200 Scheidsrechter: Joey Kooij Video-assistent: Martin Pérez |                                                  |               |        | Benítez, Dest (Teze '63), Ramalho ( 83'), Bella-Kotchap (Boscagli '63), Van Aanholt, Schouten, Saibari (Til '83), Veerman, Bakayoko, De Jong (Pepi '83), Lang (Lozano '56) | Cillessen, Pereira (Van Rooij '36), Ross , Verdonk, Baas, Schöne (Hoedemakers '72), Mattsson, Proper ( 72'), González (Sano '59), Ogawa (Dost '72 ), Hansen (Olden Larsen '59) |  |
| Stadion: Philips Stadion, Eindhoven Toeschouwers: 34.200 Scheidsrechter: Joey Kooij Video-assistent: Martin Pérez |                                                  |               |        | Benítez, Dest (Teze '63), Ramalho ( 83'), Bella-Kotchap (Boscagli '63), Van Aanholt, Schouten, Saibari (Til '83), Veerman, Bakayoko, De Jong (Pepi '83), Lang (Lozano '56) | Cillessen, Pereira (Van Rooij '36), Ross , Verdonk, Baas, Schöne (Hoedemakers '72), Mattsson, Proper ( 72'), González (Sano '59), Ogawa (Dost '72 ), Hansen (Olden Larsen '59) |  |
| |                                                  |               |        | | |  |

| Speelronde 6: 23 september 2023, 20:00 uur                                                                  | Almere City FC | 0 – 4 (0 – 2) | PSV                                       | Opstelling Almere City FC | Opstelling PSV |  |
| Stadion: Yanmar Stadion, Almere Toeschouwers: 4.332 Scheidsrechter: Alex Bos Video-assistent: Rob Dieperink |                |               | 26' Til 42' Lozano 66' Veerman 90+3' Pepi | Bakker, Floranus, Akujobi (Mamengi '80), Van Bruggen , Barbet (Kitala '68), Royo (Mbe Soh '46), Ritmeester van de Kamp (Duijvestijn '46), Koopmeiners, Resink, Robinet, Van La Parra (Cathline '74) | Benítez, Dest (Sambo '83), Ramalho ( 73'), Boscagli , Van Aanholt, Schouten, Til, Veerman (Babadi '84), Lozano (Bakayoko '73), De Jong (Pepi '73), Lang (Vertessen '74) |  |
| Stadion: Yanmar Stadion, Almere Toeschouwers: 4.332 Scheidsrechter: Alex Bos Video-assistent: Rob Dieperink |                |               |                                           | Bakker, Floranus, Akujobi (Mamengi '80), Van Bruggen , Barbet (Kitala '68), Royo (Mbe Soh '46), Ritmeester van de Kamp (Duijvestijn '46), Koopmeiners, Resink, Robinet, Van La Parra (Cathline '74) | Benítez, Dest (Sambo '83), Ramalho ( 73'), Boscagli , Van Aanholt, Schouten, Til, Veerman (Babadi '84), Lozano (Bakayoko '73), De Jong (Pepi '73), Lang (Vertessen '74) |  |
| Stadion: Yanmar Stadion, Almere Toeschouwers: 4.332 Scheidsrechter: Alex Bos Video-assistent: Rob Dieperink |                |               |                                           | Bakker, Floranus, Akujobi (Mamengi '80), Van Bruggen , Barbet (Kitala '68), Royo (Mbe Soh '46), Ritmeester van de Kamp (Duijvestijn '46), Koopmeiners, Resink, Robinet, Van La Parra (Cathline '74) | Benítez, Dest (Sambo '83), Ramalho ( 73'), Boscagli , Van Aanholt, Schouten, Til, Veerman (Babadi '84), Lozano (Bakayoko '73), De Jong (Pepi '73), Lang (Vertessen '74) |  |
| |                |               |                                           | | |  |

| Speelronde 3: 27 september 2023, 18:45 uur                                                                               | PSV                      | 3 – 0 (1 – 0) | Go Ahead Eagles | Opstelling PSV | Opstelling Go Ahead Eagles |  |
| Stadion: Philips Stadion, Eindhoven Toeschouwers: 33.400 Scheidsrechter: Marc Nagtegaal Video-assistent: Richard Martens | De Jong 21', 53' Til 49' |               |                 | Benítez ( 77'), Teze, Ramalho (Sambo '77), Boscagli, Van Aanholt, Veerman, Til (Tillman '67), Saibari, Lozano (Bakayoko '68), De Jong (Pepi '77), Lang (Vertessen '77) | De Lange, Deijl , Amofa, Nauber, Kuipers , Adekanye (V. Edvardsen '72), Linthorst, Willumsson, Rommens (Llansana '72), O. Edvardsen (Breum '70), Sow (Baeten '72) |  |
| Stadion: Philips Stadion, Eindhoven Toeschouwers: 33.400 Scheidsrechter: Marc Nagtegaal Video-assistent: Richard Martens |                          |               |                 | Benítez ( 77'), Teze, Ramalho (Sambo '77), Boscagli, Van Aanholt, Veerman, Til (Tillman '67), Saibari, Lozano (Bakayoko '68), De Jong (Pepi '77), Lang (Vertessen '77) | De Lange, Deijl , Amofa, Nauber, Kuipers , Adekanye (V. Edvardsen '72), Linthorst, Willumsson, Rommens (Llansana '72), O. Edvardsen (Breum '70), Sow (Baeten '72) |  |
| Stadion: Philips Stadion, Eindhoven Toeschouwers: 33.400 Scheidsrechter: Marc Nagtegaal Video-assistent: Richard Martens |                          |               |                 | Benítez ( 77'), Teze, Ramalho (Sambo '77), Boscagli, Van Aanholt, Veerman, Til (Tillman '67), Saibari, Lozano (Bakayoko '68), De Jong (Pepi '77), Lang (Vertessen '77) | De Lange, Deijl , Amofa, Nauber, Kuipers , Adekanye (V. Edvardsen '72), Linthorst, Willumsson, Rommens (Llansana '72), O. Edvardsen (Breum '70), Sow (Baeten '72) |  |
| |                          |               |                 | | |  |

| Speelronde 7: 30 september 2023, 18:45 uur                                                                            | PSV                            | 3 – 1 (1 – 0) | FC Volendam      | Opstelling PSV | Opstelling FC Volendam |  |
| Stadion: Philips Stadion, Eindhoven Toeschouwers: 34.000 Scheidsrechter: Allard Lindhout Video-assistent: Bas Nijhuis | Lang 12' Til 47' Tillman 90+6' |               | 76' (pen.) Twigt | Benítez, Teze, Bella-Kotchap (Ramalho '86), Boscagli, Van Aanholt, Veerman ( 70'), Tillman, Saibari (Til '46), Bakayoko, De Jong (Pepi '70 ), Lang (Vertessen '86) | Backhaus, Plat, Mirani , Benamar '88, Flint, Payne (Buur '72), Ould-Chikh (Booth '72), De Haan, Twigt, Kuol (Johnson '46), Mühren (Zeefuik '62) |  |
| Stadion: Philips Stadion, Eindhoven Toeschouwers: 34.000 Scheidsrechter: Allard Lindhout Video-assistent: Bas Nijhuis |                                |               |                  | Benítez, Teze, Bella-Kotchap (Ramalho '86), Boscagli, Van Aanholt, Veerman ( 70'), Tillman, Saibari (Til '46), Bakayoko, De Jong (Pepi '70 ), Lang (Vertessen '86) | Backhaus, Plat, Mirani , Benamar '88, Flint, Payne (Buur '72), Ould-Chikh (Booth '72), De Haan, Twigt, Kuol (Johnson '46), Mühren (Zeefuik '62) |  |
| Stadion: Philips Stadion, Eindhoven Toeschouwers: 34.000 Scheidsrechter: Allard Lindhout Video-assistent: Bas Nijhuis |                                |               |                  | Benítez, Teze, Bella-Kotchap (Ramalho '86), Boscagli, Van Aanholt, Veerman ( 70'), Tillman, Saibari (Til '46), Bakayoko, De Jong (Pepi '70 ), Lang (Vertessen '86) | Backhaus, Plat, Mirani , Benamar '88, Flint, Payne (Buur '72), Ould-Chikh (Booth '72), De Haan, Twigt, Kuol (Johnson '46), Mühren (Zeefuik '62) |  |
| |                                |               |                  | | |  |

#### Oktober
| Speelronde 8: 8 oktober 2023, 16:45 uur                                                                                       | Sparta Rotterdam | 0 – 4 (0 – 0) | PSV                                                | Opstelling Sparta Rotterdam | Opstelling PSV |  |
| Stadion: Spartastadion Het Kasteel, Rotterdam Toeschouwers: 10.595 Scheidsrechter: Dennis Higler Video-assistent: Erwin Blank |                  |               | 51' Tillman 59' Bakayoko 80' Vertessen 88' De Jong | Olij, Bakari, Vriends , Velthuis, Van der Kust, Kitolano, Verschueren (Bal '87), De Guzmán (Anello '64), Clement (Metinho '73), Lauritsen, Neghli (Brym '73 ) | Benítez, Teze, Ramalho (Bella-Kotchap '77), Boscagli, Dest , Schouten, Tillman (Til '73), Veerman (Saibari '73), Bakayoko (Vertessen '77), De Jong , Lang (Lozano '35) |  |
| Stadion: Spartastadion Het Kasteel, Rotterdam Toeschouwers: 10.595 Scheidsrechter: Dennis Higler Video-assistent: Erwin Blank |                  |               |                                                    | Olij, Bakari, Vriends , Velthuis, Van der Kust, Kitolano, Verschueren (Bal '87), De Guzmán (Anello '64), Clement (Metinho '73), Lauritsen, Neghli (Brym '73 ) | Benítez, Teze, Ramalho (Bella-Kotchap '77), Boscagli, Dest , Schouten, Tillman (Til '73), Veerman (Saibari '73), Bakayoko (Vertessen '77), De Jong , Lang (Lozano '35) |  |
| Stadion: Spartastadion Het Kasteel, Rotterdam Toeschouwers: 10.595 Scheidsrechter: Dennis Higler Video-assistent: Erwin Blank |                  |               |                                                    | Olij, Bakari, Vriends , Velthuis, Van der Kust, Kitolano, Verschueren (Bal '87), De Guzmán (Anello '64), Clement (Metinho '73), Lauritsen, Neghli (Brym '73 ) | Benítez, Teze, Ramalho (Bella-Kotchap '77), Boscagli, Dest , Schouten, Tillman (Til '73), Veerman (Saibari '73), Bakayoko (Vertessen '77), De Jong , Lang (Lozano '35) |  |
| |                  |               |                                                    | | |  |

| Speelronde 9: 21 oktober 2023, 18:45 uur                                                                                | PSV                              | 3 – 1 (1 – 0) | Fortuna Sittard       | Opstelling PSV | Opstelling Fortuna Sittard |  |
| Stadion: Philips Stadion, Eindhoven Toeschouwers: 34.200 Scheidsrechter: Rob Dieperink Video-assistent: Allard Lindhout | Til 19' Ramalho 55' Bakayoko 78' |               | 90+4' (pen.) Sierhuis | Benítez, Teze (Sambo '85), Ramalho ( 79'), Boscagli, Van Aanholt, Schouten, Til (Tillman '79), Veerman (Babadi '79), Bakayoko, De Jong (Pepi '79), Lozano (Vertessen '68) | Pandur, Pinto , Guth (Fofana '81), Siovas, Vita, Rosier, Halilović (Robberechts '81), Duarte, Noslin (Sierhuis '55), Lazetić (Özyakup '46 ), Córdoba (Griffith '89) |  |
| Stadion: Philips Stadion, Eindhoven Toeschouwers: 34.200 Scheidsrechter: Rob Dieperink Video-assistent: Allard Lindhout |                                  |               |                       | Benítez, Teze (Sambo '85), Ramalho ( 79'), Boscagli, Van Aanholt, Schouten, Til (Tillman '79), Veerman (Babadi '79), Bakayoko, De Jong (Pepi '79), Lozano (Vertessen '68) | Pandur, Pinto , Guth (Fofana '81), Siovas, Vita, Rosier, Halilović (Robberechts '81), Duarte, Noslin (Sierhuis '55), Lazetić (Özyakup '46 ), Córdoba (Griffith '89) |  |
| Stadion: Philips Stadion, Eindhoven Toeschouwers: 34.200 Scheidsrechter: Rob Dieperink Video-assistent: Allard Lindhout |                                  |               |                       | Benítez, Teze (Sambo '85), Ramalho ( 79'), Boscagli, Van Aanholt, Schouten, Til (Tillman '79), Veerman (Babadi '79), Bakayoko, De Jong (Pepi '79), Lozano (Vertessen '68) | Pandur, Pinto , Guth (Fofana '81), Siovas, Vita, Rosier, Halilović (Robberechts '81), Duarte, Noslin (Sierhuis '55), Lazetić (Özyakup '46 ), Córdoba (Griffith '89) |  |
| |                                  |               |                       | | |  |

| Speelronde 10: 29 oktober 2023, 14:30 uur                                                                              | PSV                                          | 5 – 2 (1 – 2) | Ajax                           | Opstelling PSV | Opstelling Ajax |  |
| Stadion: Philips Stadion, Eindhoven Toeschouwers: 34.700 Scheidsrechter: Danny Makkelie Video-assistent: Rob Dieperink | Lozano 20', 60', 72' De Jong 49' Saibari 52' |               | 10' Van den Boomen 40' Brobbey | Benítez, Teze, Ramalho ( 83'), Boscagli, Van Aanholt, Schouten, Tillman (Til '46), Veerman (Saibari '46 ), Bakayoko (Vertessen '83), De Jong (Pepi '83), Lozano (Babadi '90) | Ramaj, Gaaei, Šutalo, Hato , Ávila (Salah-Eddine '75), Van den Boomen (Vos '75), Hlynsson, Taylor, Berghuis (Godts '64), Brobbey, Bergwijn |  |
| Stadion: Philips Stadion, Eindhoven Toeschouwers: 34.700 Scheidsrechter: Danny Makkelie Video-assistent: Rob Dieperink |                                              |               |                                | Benítez, Teze, Ramalho ( 83'), Boscagli, Van Aanholt, Schouten, Tillman (Til '46), Veerman (Saibari '46 ), Bakayoko (Vertessen '83), De Jong (Pepi '83), Lozano (Babadi '90) | Ramaj, Gaaei, Šutalo, Hato , Ávila (Salah-Eddine '75), Van den Boomen (Vos '75), Hlynsson, Taylor, Berghuis (Godts '64), Brobbey, Bergwijn |  |
| Stadion: Philips Stadion, Eindhoven Toeschouwers: 34.700 Scheidsrechter: Danny Makkelie Video-assistent: Rob Dieperink |                                              |               |                                | Benítez, Teze, Ramalho ( 83'), Boscagli, Van Aanholt, Schouten, Tillman (Til '46), Veerman (Saibari '46 ), Bakayoko (Vertessen '83), De Jong (Pepi '83), Lozano (Babadi '90) | Ramaj, Gaaei, Šutalo, Hato , Ávila (Salah-Eddine '75), Van den Boomen (Vos '75), Hlynsson, Taylor, Berghuis (Godts '64), Brobbey, Bergwijn |  |
| |                                              |               |                                | | |  |

#### November
| Speelronde 11: 4 november 2023, 16:30 uur                                                                   | Heracles Almelo | 0 – 6 (0 – 2) | PSV                                                                      | Opstelling Heracles Almelo | Opstelling PSV |  |
| Stadion: Erve Asito, Almelo Toeschouwers: 11.867 Scheidsrechter: Joey Kooij Video-assistent: Ingmar Oostrom |                 |               | 22' (pen.) De Jong 44' Schouten 65' Tillman 69' Ramalho 84' Til 90' Pepi | Brouwer, Bakboord (Wieckhoff '46), Sonnenberg, Hoogma '21, Roosken, Ouahim, Vejinović (Scheperman '46), De Keersmaecker ( 76'), Bruns ( 21') (Willems '76), Engels (Čestić '23), Hansson (Sankoh '68) | Benítez, Teze, Ramalho, Boscagli (Sambo '78), Dest (Van Aanholt '60), Schouten (Saibari '46 (Tillman '54)), Til, Veerman ( 60'), Bakayoko (Vertessen '78), De Jong (Pepi '60), Lozano |  |
| Stadion: Erve Asito, Almelo Toeschouwers: 11.867 Scheidsrechter: Joey Kooij Video-assistent: Ingmar Oostrom |                 |               |                                                                          | Brouwer, Bakboord (Wieckhoff '46), Sonnenberg, Hoogma '21, Roosken, Ouahim, Vejinović (Scheperman '46), De Keersmaecker ( 76'), Bruns ( 21') (Willems '76), Engels (Čestić '23), Hansson (Sankoh '68) | Benítez, Teze, Ramalho, Boscagli (Sambo '78), Dest (Van Aanholt '60), Schouten (Saibari '46 (Tillman '54)), Til, Veerman ( 60'), Bakayoko (Vertessen '78), De Jong (Pepi '60), Lozano |  |
| Stadion: Erve Asito, Almelo Toeschouwers: 11.867 Scheidsrechter: Joey Kooij Video-assistent: Ingmar Oostrom |                 |               |                                                                          | Brouwer, Bakboord (Wieckhoff '46), Sonnenberg, Hoogma '21, Roosken, Ouahim, Vejinović (Scheperman '46), De Keersmaecker ( 76'), Bruns ( 21') (Willems '76), Engels (Čestić '23), Hansson (Sankoh '68) | Benítez, Teze, Ramalho, Boscagli (Sambo '78), Dest (Van Aanholt '60), Schouten (Saibari '46 (Tillman '54)), Til, Veerman ( 60'), Bakayoko (Vertessen '78), De Jong (Pepi '60), Lozano |  |
| |                 |               |                                                                          | | |  |

| Speelronde 12: 12 november 2023, 12:15 uur                                                                        | PSV                                       | 4 – 0 (2 – 0) | PEC Zwolle | Opstelling PSV | Opstelling PEC Zwolle |  |
| Stadion: Philips Stadion, Eindhoven Toeschouwers: 34.200 Scheidsrechter: Ingmar Oostrom Video-assistent: Alex Bos | Lozano 5' Til 28' De Jong 57' Tillman 78' |               |            | Benítez, Teze, Ramalho (Saibari '73), Boscagli, Dest (Van Aanholt '79), Schouten, Til, Veerman ( 79'), Bakayoko (Tillman '70), De Jong (Pepi '79), Lozano (Vertessen '79) | Schendelaar, Van Polen , Kersten, Lam, Mac Nulty (Velanas '63), Buurmeester, Thomas , Van den Berg (Druijf '62), Namli (Serrano '77), Vellios (Thy '62), Reijnders |  |
| Stadion: Philips Stadion, Eindhoven Toeschouwers: 34.200 Scheidsrechter: Ingmar Oostrom Video-assistent: Alex Bos |                                           |               |            | Benítez, Teze, Ramalho (Saibari '73), Boscagli, Dest (Van Aanholt '79), Schouten, Til, Veerman ( 79'), Bakayoko (Tillman '70), De Jong (Pepi '79), Lozano (Vertessen '79) | Schendelaar, Van Polen , Kersten, Lam, Mac Nulty (Velanas '63), Buurmeester, Thomas , Van den Berg (Druijf '62), Namli (Serrano '77), Vellios (Thy '62), Reijnders |  |
| Stadion: Philips Stadion, Eindhoven Toeschouwers: 34.200 Scheidsrechter: Ingmar Oostrom Video-assistent: Alex Bos |                                           |               |            | Benítez, Teze, Ramalho (Saibari '73), Boscagli, Dest (Van Aanholt '79), Schouten, Til, Veerman ( 79'), Bakayoko (Tillman '70), De Jong (Pepi '79), Lozano (Vertessen '79) | Schendelaar, Van Polen , Kersten, Lam, Mac Nulty (Velanas '63), Buurmeester, Thomas , Van den Berg (Druijf '62), Namli (Serrano '77), Vellios (Thy '62), Reijnders |  |
| |                                           |               |            | | |  |

| Speelronde 13: 25 november 2023, 18:45 uur                                                                               | FC Twente | 0 – 3 (0 – 1) | PSV                                           | Opstelling FC Twente | Opstelling PSV |  |
| Stadion: De Grolsch Veste, Enschede Toeschouwers: 30.000 Scheidsrechter: Allard Lindhout Video-assistent: Ingmar Oostrom |           |               | 45+1' Veerman 49' (e.d.) Pröpper 82' Bakayoko | Unnerstall, Brenet (Sampsted '46), Hilgers '25, Pröpper , Smal, Regeer (Taha '76), Kjølø, Steijn (Van Hoorenbeeck '28), Sadílek (Eiting '76), D. Rots (Van Wolfswinkel '60), Ugalde | Benítez, Teze, Ramalho ( 76') (Sambo '79), Boscagli, Dest, Schouten (Saibari '66), Til (Lang '76), Veerman ( 79'), Bakayoko , De Jong (Pepi '76), Lozano (Tillman '67) |  |
| Stadion: De Grolsch Veste, Enschede Toeschouwers: 30.000 Scheidsrechter: Allard Lindhout Video-assistent: Ingmar Oostrom |           |               |                                               | Unnerstall, Brenet (Sampsted '46), Hilgers '25, Pröpper , Smal, Regeer (Taha '76), Kjølø, Steijn (Van Hoorenbeeck '28), Sadílek (Eiting '76), D. Rots (Van Wolfswinkel '60), Ugalde | Benítez, Teze, Ramalho ( 76') (Sambo '79), Boscagli, Dest, Schouten (Saibari '66), Til (Lang '76), Veerman ( 79'), Bakayoko , De Jong (Pepi '76), Lozano (Tillman '67) |  |
| Stadion: De Grolsch Veste, Enschede Toeschouwers: 30.000 Scheidsrechter: Allard Lindhout Video-assistent: Ingmar Oostrom |           |               |                                               | Unnerstall, Brenet (Sampsted '46), Hilgers '25, Pröpper , Smal, Regeer (Taha '76), Kjølø, Steijn (Van Hoorenbeeck '28), Sadílek (Eiting '76), D. Rots (Van Wolfswinkel '60), Ugalde | Benítez, Teze, Ramalho ( 76') (Sambo '79), Boscagli, Dest, Schouten (Saibari '66), Til (Lang '76), Veerman ( 79'), Bakayoko , De Jong (Pepi '76), Lozano (Tillman '67) |  |
| |           |               |                                               | | |  |

#### December
| Speelronde 14: 3 december 2023, 12:15 uur                                                                                   | Feyenoord   | 1 – 2 (0 – 0) | PSV                      | Opstelling Feyenoord | Opstelling PSV |  |
| Stadion: Stadion Feijenoord, Rotterdam Toeschouwers: 47.500 Scheidsrechter: Danny Makkelie Video-assistent: Jeroen Manschot | Giménez 81' |               | 65' Saibari 68' Boscagli | Bijlow, Geertruida ( 71'), Trauner (Paixão '71), Hancko, Hartman (López '46), Wieffer, Timber, Zerrouki (Ueda '71), Stengs (Milambo '77), Giménez , Ivanušec (Minteh '54) | Benítez , Teze (Van Aanholt '11), Schouten, Boscagli , Dest, Veerman (Ramalho '73), Til (Babadi '90+2 ), Saibari, Bakayoko, De Jong , Vertessen (Tillman '63) |  |
| Stadion: Stadion Feijenoord, Rotterdam Toeschouwers: 47.500 Scheidsrechter: Danny Makkelie Video-assistent: Jeroen Manschot |             |               |                          | Bijlow, Geertruida ( 71'), Trauner (Paixão '71), Hancko, Hartman (López '46), Wieffer, Timber, Zerrouki (Ueda '71), Stengs (Milambo '77), Giménez , Ivanušec (Minteh '54) | Benítez , Teze (Van Aanholt '11), Schouten, Boscagli , Dest, Veerman (Ramalho '73), Til (Babadi '90+2 ), Saibari, Bakayoko, De Jong , Vertessen (Tillman '63) |  |
| Stadion: Stadion Feijenoord, Rotterdam Toeschouwers: 47.500 Scheidsrechter: Danny Makkelie Video-assistent: Jeroen Manschot |             |               |                          | Bijlow, Geertruida ( 71'), Trauner (Paixão '71), Hancko, Hartman (López '46), Wieffer, Timber, Zerrouki (Ueda '71), Stengs (Milambo '77), Giménez , Ivanušec (Minteh '54) | Benítez , Teze (Van Aanholt '11), Schouten, Boscagli , Dest, Veerman (Ramalho '73), Til (Babadi '90+2 ), Saibari, Bakayoko, De Jong , Vertessen (Tillman '63) |  |
| |             |               |                          | | |  |

| Speelronde 15: 7 december 2023, 18:45 uur                                                                      | PSV              | 2 – 0 (1 – 0) | sc Heerenveen | Opstelling PSV | Opstelling sc Heerenveen |  |
| Stadion: Philips Stadion, Eindhoven Toeschouwers: 34.000 Scheidsrechter: Bas Nijhuis Video-assistent: Alex Bos | Til 33' Pepi 78' |               |               | Benítez, Dest, Ramalho ( 76'), Boscagli, Van Aanholt, Veerman (Mauro Júnior '90+1), Til (Vertessen '76), Saibari, Bakayoko, De Jong (Pepi '76 ), Tillman | Noppert, Braude, Van Beek , Van Ottele, Köhlert, Brouwers (Karlsbakk '87), Haye, Olsson, Nunnely (Wålemark '62 ), Van Amersfoort (Nicolaescu '76), Sahraoui |  |
| Stadion: Philips Stadion, Eindhoven Toeschouwers: 34.000 Scheidsrechter: Bas Nijhuis Video-assistent: Alex Bos |                  |               |               | Benítez, Dest, Ramalho ( 76'), Boscagli, Van Aanholt, Veerman (Mauro Júnior '90+1), Til (Vertessen '76), Saibari, Bakayoko, De Jong (Pepi '76 ), Tillman | Noppert, Braude, Van Beek , Van Ottele, Köhlert, Brouwers (Karlsbakk '87), Haye, Olsson, Nunnely (Wålemark '62 ), Van Amersfoort (Nicolaescu '76), Sahraoui |  |
| Stadion: Philips Stadion, Eindhoven Toeschouwers: 34.000 Scheidsrechter: Bas Nijhuis Video-assistent: Alex Bos |                  |               |               | Benítez, Dest, Ramalho ( 76'), Boscagli, Van Aanholt, Veerman (Mauro Júnior '90+1), Til (Vertessen '76), Saibari, Bakayoko, De Jong (Pepi '76 ), Tillman | Noppert, Braude, Van Beek , Van Ottele, Köhlert, Brouwers (Karlsbakk '87), Haye, Olsson, Nunnely (Wålemark '62 ), Van Amersfoort (Nicolaescu '76), Sahraoui |  |
| |                  |               |               | | |  |

| Speelronde 16: 17 december 2023, 20:00 uur                                                                      | AZ | 0 – 4 (0 – 3) | PSV                                         | Opstelling AZ | Opstelling PSV |  |
| Stadion: AFAS Stadion, Alkmaar Toeschouwers: 18.874 Scheidsrechter: Dennis Higler Video-assistent: Clay Ruperti |    |               | 9' (pen.), 57' De Jong 11' Saibari 16' Dest | Verhulst, Sugawara, Martins Indi , Bazoer, Møller Wolfe (Kasius '67), Poku (Sadiq '36), Clasie, Mihailovic (D. de Wit '36), Dantas (Goudmijn '36 ), Pavlidis, Van Bommel (Van Brederode '62) | Benítez, Teze, Schouten (Ramalho '69 ( 69')), Boscagli (Sambo '86), Dest, Veerman, Til, Saibari (Van Aanholt '74), Bakayoko, De Jong (Pepi '69), Tillman (Vertessen '69) |  |
| Stadion: AFAS Stadion, Alkmaar Toeschouwers: 18.874 Scheidsrechter: Dennis Higler Video-assistent: Clay Ruperti |    |               |                                             | Verhulst, Sugawara, Martins Indi , Bazoer, Møller Wolfe (Kasius '67), Poku (Sadiq '36), Clasie, Mihailovic (D. de Wit '36), Dantas (Goudmijn '36 ), Pavlidis, Van Bommel (Van Brederode '62) | Benítez, Teze, Schouten (Ramalho '69 ( 69')), Boscagli (Sambo '86), Dest, Veerman, Til, Saibari (Van Aanholt '74), Bakayoko, De Jong (Pepi '69), Tillman (Vertessen '69) |  |
| Stadion: AFAS Stadion, Alkmaar Toeschouwers: 18.874 Scheidsrechter: Dennis Higler Video-assistent: Clay Ruperti |    |               |                                             | Verhulst, Sugawara, Martins Indi , Bazoer, Møller Wolfe (Kasius '67), Poku (Sadiq '36), Clasie, Mihailovic (D. de Wit '36), Dantas (Goudmijn '36 ), Pavlidis, Van Bommel (Van Brederode '62) | Benítez, Teze, Schouten (Ramalho '69 ( 69')), Boscagli (Sambo '86), Dest, Veerman, Til, Saibari (Van Aanholt '74), Bakayoko, De Jong (Pepi '69), Tillman (Vertessen '69) |  |
| |    |               |                                             | | |  |

- De competitie ligt gedurende tussen deze periode stil vanwege de winterstop.

#### Januari
| Speelronde 17: 13 januari 2024, 21:00 uur | PSV                   | 3 – 1 (2 – 0) | Excelsior Rotterdam   | Opstelling PSV | Opstelling Excelsior Rotterdam |  |
| Stadion: Philips Stadion, Eindhoven Toeschouwers: 34.200 Scheidsrechter: Marc Nagtegaal Video-assistent: Bas Nijhuis                                                                                  | De Jong 13', 17', 69' |               | 82' Sanches Fernandes | Benítez, Teze, Ramalho ( 76'), Boscagli, Dest, Veerman, Til (Babadi '84), Schouten (Van Aanholt '84), Bakayoko (Vertessen '76), De Jong (Pepi '76), Tillman (Lang '76) | Van Gassel , Horemans, Nieuwpoort, El Yaakoubi (Benita '83), Zagre (Smeulers '77), Naujoks, Goudmijn, Baas (Agrafiotis '70), Lamprou (Uddenäs '70), Parrott, Driouech (Sanches Fernandes '77) |  |
| Stadion: Philips Stadion, Eindhoven Toeschouwers: 34.200 Scheidsrechter: Marc Nagtegaal Video-assistent: Bas Nijhuis                                                                                  |                       |               |                       | Benítez, Teze, Ramalho ( 76'), Boscagli, Dest, Veerman, Til (Babadi '84), Schouten (Van Aanholt '84), Bakayoko (Vertessen '76), De Jong (Pepi '76), Tillman (Lang '76) | Van Gassel , Horemans, Nieuwpoort, El Yaakoubi (Benita '83), Zagre (Smeulers '77), Naujoks, Goudmijn, Baas (Agrafiotis '70), Lamprou (Uddenäs '70), Parrott, Driouech (Sanches Fernandes '77) |  |
| Stadion: Philips Stadion, Eindhoven Toeschouwers: 34.200 Scheidsrechter: Marc Nagtegaal Video-assistent: Bas Nijhuis                                                                                  |                       |               |                       | Benítez, Teze, Ramalho ( 76'), Boscagli, Dest, Veerman, Til (Babadi '84), Schouten (Van Aanholt '84), Bakayoko (Vertessen '76), De Jong (Pepi '76), Tillman (Lang '76) | Van Gassel , Horemans, Nieuwpoort, El Yaakoubi (Benita '83), Zagre (Smeulers '77), Naujoks, Goudmijn, Baas (Agrafiotis '70), Lamprou (Uddenäs '70), Parrott, Driouech (Sanches Fernandes '77) |  |
| Bijz.: Door deze overwinning wint PSV voor de zeventiende competitiewedstrijd op rij vanaf het start van het seizoen en evenaarde daarmee het record in seizoen 1987/88. Dit bleef bij een evenaring. |                       |               |                       | | |  |

| Speelronde 18: 21 januari 2024, 12:15 uur                                                                             | FC Utrecht   | 1 – 1 (0 – 1) | PSV         | Opstelling FC Utrecht | Opstelling PSV |  |
| Stadion: Stadion Galgenwaard, Utrecht Toeschouwers: 21.727 Scheidsrechter: Joey Kooij Video-assistent: Pol van Boekel | Boussaid 53' |               | 7' Bakayoko | Barkas, Ter Avest, Van der Hoorn , Viergever, El Karouani, Fraulo , Toornstra (Jensen '77), Flamingo, Booth (Romeny '67), Lammers (Sagnan '84), Boussaid | Benítez, Teze (Mauro Júnior '85), Ramalho (Van Aanholt '66), Boscagli, Dest, Til (Pepi '85), Schouten, Tillman, Bakayoko (Lang '77), De Jong , Vertessen (Lozano '66) |  |
| Stadion: Stadion Galgenwaard, Utrecht Toeschouwers: 21.727 Scheidsrechter: Joey Kooij Video-assistent: Pol van Boekel |              |               |             | Barkas, Ter Avest, Van der Hoorn , Viergever, El Karouani, Fraulo , Toornstra (Jensen '77), Flamingo, Booth (Romeny '67), Lammers (Sagnan '84), Boussaid | Benítez, Teze (Mauro Júnior '85), Ramalho (Van Aanholt '66), Boscagli, Dest, Til (Pepi '85), Schouten, Tillman, Bakayoko (Lang '77), De Jong , Vertessen (Lozano '66) |  |
| Stadion: Stadion Galgenwaard, Utrecht Toeschouwers: 21.727 Scheidsrechter: Joey Kooij Video-assistent: Pol van Boekel |              |               |             | Barkas, Ter Avest, Van der Hoorn , Viergever, El Karouani, Fraulo , Toornstra (Jensen '77), Flamingo, Booth (Romeny '67), Lammers (Sagnan '84), Boussaid | Benítez, Teze (Mauro Júnior '85), Ramalho (Van Aanholt '66), Boscagli, Dest, Til (Pepi '85), Schouten, Tillman, Bakayoko (Lang '77), De Jong , Vertessen (Lozano '66) |  |
| |              |               |             | | |  |

| Speelronde 19: 27 januari 2024, 18:45 uur                                                                              | PSV                     | 2 – 0 (1 – 0) | Almere City FC | Opstelling PSV | Opstelling Almere City FC |  |
| Stadion: Philips Stadion, Eindhoven Toeschouwers: 34.400 Scheidsrechter: Rob Dieperink Video-assistent: Danny Makkelie | De Jong 45', 63' (pen.) |               |                | Benítez, Teze, Ramalho ( 76'), Boscagli, Dest, Til, Schouten, Lang (Mauro Júnior '66), Bakayoko, De Jong (Pepi '82), Lozano (Vertessen '74) | Bakker, Floranus , Jacobs, Mbe Soh, Van Bruggen, Ritmeester van de Kamp (Akujobi '46), Resink (Van La Parra '80), Peña (Van Duiven '70), Koopmeiners, Robinet, Cathline (Corryn '80) |  |
| Stadion: Philips Stadion, Eindhoven Toeschouwers: 34.400 Scheidsrechter: Rob Dieperink Video-assistent: Danny Makkelie |                         |               |                | Benítez, Teze, Ramalho ( 76'), Boscagli, Dest, Til, Schouten, Lang (Mauro Júnior '66), Bakayoko, De Jong (Pepi '82), Lozano (Vertessen '74) | Bakker, Floranus , Jacobs, Mbe Soh, Van Bruggen, Ritmeester van de Kamp (Akujobi '46), Resink (Van La Parra '80), Peña (Van Duiven '70), Koopmeiners, Robinet, Cathline (Corryn '80) |  |
| Stadion: Philips Stadion, Eindhoven Toeschouwers: 34.400 Scheidsrechter: Rob Dieperink Video-assistent: Danny Makkelie |                         |               |                | Benítez, Teze, Ramalho ( 76'), Boscagli, Dest, Til, Schouten, Lang (Mauro Júnior '66), Bakayoko, De Jong (Pepi '82), Lozano (Vertessen '74) | Bakker, Floranus , Jacobs, Mbe Soh, Van Bruggen, Ritmeester van de Kamp (Akujobi '46), Resink (Van La Parra '80), Peña (Van Duiven '70), Koopmeiners, Robinet, Cathline (Corryn '80) |  |
| |                         |               |                | | |  |

#### Februari
| Speelronde 20: 3 februari 2024, 20:00 uur                                                                                     | Ajax         | 1 – 1 (1 – 1) | PSV         | Opstelling Ajax | Opstelling PSV |  |
| Stadion: Johan Cruijff ArenA, Amsterdam Toeschouwers: 53.744 Scheidsrechter: Serdar Gözübüyük Video-assistent: Pol van Boekel | Berghuis 19' |               | 34' De Jong | Ramaj, Gooijer (Gaaei '80), Šutalo, Hato , Rensch (Sosa '28), Henderson, Hlynsson, Taylor, Berghuis (Tahirović '74), Brobbey, Bergwijn | Benítez, Teze, Ramalho , Boscagli, Dest (Obispo '89), Mauro Júnior (Babadi '85), Schouten (Van Aanholt '75), Saibari, Bakayoko, De Jong , Lozano |  |
| Stadion: Johan Cruijff ArenA, Amsterdam Toeschouwers: 53.744 Scheidsrechter: Serdar Gözübüyük Video-assistent: Pol van Boekel |              |               |             | Ramaj, Gooijer (Gaaei '80), Šutalo, Hato , Rensch (Sosa '28), Henderson, Hlynsson, Taylor, Berghuis (Tahirović '74), Brobbey, Bergwijn | Benítez, Teze, Ramalho , Boscagli, Dest (Obispo '89), Mauro Júnior (Babadi '85), Schouten (Van Aanholt '75), Saibari, Bakayoko, De Jong , Lozano |  |
| Stadion: Johan Cruijff ArenA, Amsterdam Toeschouwers: 53.744 Scheidsrechter: Serdar Gözübüyük Video-assistent: Pol van Boekel |              |               |             | Ramaj, Gooijer (Gaaei '80), Šutalo, Hato , Rensch (Sosa '28), Henderson, Hlynsson, Taylor, Berghuis (Tahirović '74), Brobbey, Bergwijn | Benítez, Teze, Ramalho , Boscagli, Dest (Obispo '89), Mauro Júnior (Babadi '85), Schouten (Van Aanholt '75), Saibari, Bakayoko, De Jong , Lozano |  |
| |              |               |             | | |  |

| Speelronde 21: 11 februari 2024, 16:45 uur                                                                           | FC Volendam    | 1 – 5 (1 – 1) | PSV                                                   | Opstelling FC Volendam | Opstelling PSV |  |
| Stadion: Kras Stadion, Volendam Toeschouwers: 6.860 Scheidsrechter: Martin van den Kerkhof Video-assistent: Alex Bos | Teze 1' (e.d.) |               | 13' Saibari 52' Schouten 74' Teze 79' Pepi 84' Babadi | Backhaus, Buur, Mirani (Kuol '78), Benamar ( 78'), Flint, Cox (Douiri '78), De Haan, Maulun (Vivaldo '46), Johnson (Van Driel '46), Ould-Chikh, Booth | Benítez, Teze , Ramalho ( 77'), Boscagli (Obispo '86), Dest (Van Aanholt '77), Veerman (Babadi '46), Schouten, Saibari (Tillman '77), Bakayoko, De Jong (Pepi '77), Lozano |  |
| Stadion: Kras Stadion, Volendam Toeschouwers: 6.860 Scheidsrechter: Martin van den Kerkhof Video-assistent: Alex Bos |                |               |                                                       | Backhaus, Buur, Mirani (Kuol '78), Benamar ( 78'), Flint, Cox (Douiri '78), De Haan, Maulun (Vivaldo '46), Johnson (Van Driel '46), Ould-Chikh, Booth | Benítez, Teze , Ramalho ( 77'), Boscagli (Obispo '86), Dest (Van Aanholt '77), Veerman (Babadi '46), Schouten, Saibari (Tillman '77), Bakayoko, De Jong (Pepi '77), Lozano |  |
| Stadion: Kras Stadion, Volendam Toeschouwers: 6.860 Scheidsrechter: Martin van den Kerkhof Video-assistent: Alex Bos |                |               |                                                       | Backhaus, Buur, Mirani (Kuol '78), Benamar ( 78'), Flint, Cox (Douiri '78), De Haan, Maulun (Vivaldo '46), Johnson (Van Driel '46), Ould-Chikh, Booth | Benítez, Teze , Ramalho ( 77'), Boscagli (Obispo '86), Dest (Van Aanholt '77), Veerman (Babadi '46), Schouten, Saibari (Tillman '77), Bakayoko, De Jong (Pepi '77), Lozano |  |
| |                |               |                                                       | | |  |

| Speelronde 22: 16 februari 2024, 20:00 uur                                                                                    | PSV                      | 2 – 0 (1 – 0) | Heracles Almelo | Opstelling PSV | Opstelling Heracles Almelo |  |
| Stadion: Philips Stadion, Eindhoven Toeschouwers: 34.200 Scheidsrechter: Ingmar Oostrom Video-assistent: Jannick van der Laan | De Jong 18' Boscagli 56' |               |                 | Benítez, Teze, Ramalho ( 76'), Boscagli, Dest (Mauro Júnior '60), Veerman (Van Aanholt '76), Schouten, Tillman (Babadi '60), Lozano (Sambo '85), De Jong (Obispo '76), Pepi | Brouwer, Wieckhoff, Sonnenberg, Hoogma , Oppegård, Hrustić (Vejinović '46 ), De Keersmaecker (Scheperman '85), Bruijn (Willems '46), Limbombe '13, Hornkamp (Engels '60), Hansson (Bruns '60) |  |
| Stadion: Philips Stadion, Eindhoven Toeschouwers: 34.200 Scheidsrechter: Ingmar Oostrom Video-assistent: Jannick van der Laan |                          |               |                 | Benítez, Teze, Ramalho ( 76'), Boscagli, Dest (Mauro Júnior '60), Veerman (Van Aanholt '76), Schouten, Tillman (Babadi '60), Lozano (Sambo '85), De Jong (Obispo '76), Pepi | Brouwer, Wieckhoff, Sonnenberg, Hoogma , Oppegård, Hrustić (Vejinović '46 ), De Keersmaecker (Scheperman '85), Bruijn (Willems '46), Limbombe '13, Hornkamp (Engels '60), Hansson (Bruns '60) |  |
| Stadion: Philips Stadion, Eindhoven Toeschouwers: 34.200 Scheidsrechter: Ingmar Oostrom Video-assistent: Jannick van der Laan |                          |               |                 | Benítez, Teze, Ramalho ( 76'), Boscagli, Dest (Mauro Júnior '60), Veerman (Van Aanholt '76), Schouten, Tillman (Babadi '60), Lozano (Sambo '85), De Jong (Obispo '76), Pepi | Brouwer, Wieckhoff, Sonnenberg, Hoogma , Oppegård, Hrustić (Vejinović '46 ), De Keersmaecker (Scheperman '85), Bruijn (Willems '46), Limbombe '13, Hornkamp (Engels '60), Hansson (Bruns '60) |  |
| |                          |               |                 | | |  |

| Speelronde 23: 24 februari 2024, 20:00 uur                                                                           | PEC Zwolle    | 1 – 7 (1 – 2) | PSV                                                                 | Opstelling PEC Zwolle | Opstelling PSV |  |
| Stadion: MAC³PARK stadion, Zwolle Toeschouwers: 14.000 Scheidsrechter: Alex Bos Video-assistent: Sander van der Eijk | Reijnders 41' |               | 29', 61' Bakayoko 32', 51', 71' De Jong 73' (e.d.) Kersten 86' Pepi | Schendelaar, Van Polen , Kersten, Lam, Mac Nulty (Van der Haar '69), Namli, El Azzouzi, Velanas (Krastev '69), Van den Berg , Thy, Reijnders (Van der Water '68) | Benítez, Teze, Ramalho (Mauro Júnior '69), Boscagli (Obispo '83), Dest, Veerman ( 72') (Land '83), Babadi, Schouten ( 83'), Bakayoko (Tillman '69), De Jong (Pepi '72), Lozano |  |
| Stadion: MAC³PARK stadion, Zwolle Toeschouwers: 14.000 Scheidsrechter: Alex Bos Video-assistent: Sander van der Eijk |               |               |                                                                     | Schendelaar, Van Polen , Kersten, Lam, Mac Nulty (Van der Haar '69), Namli, El Azzouzi, Velanas (Krastev '69), Van den Berg , Thy, Reijnders (Van der Water '68) | Benítez, Teze, Ramalho (Mauro Júnior '69), Boscagli (Obispo '83), Dest, Veerman ( 72') (Land '83), Babadi, Schouten ( 83'), Bakayoko (Tillman '69), De Jong (Pepi '72), Lozano |  |
| Stadion: MAC³PARK stadion, Zwolle Toeschouwers: 14.000 Scheidsrechter: Alex Bos Video-assistent: Sander van der Eijk |               |               |                                                                     | Schendelaar, Van Polen , Kersten, Lam, Mac Nulty (Van der Haar '69), Namli, El Azzouzi, Velanas (Krastev '69), Van den Berg , Thy, Reijnders (Van der Water '68) | Benítez, Teze, Ramalho (Mauro Júnior '69), Boscagli (Obispo '83), Dest, Veerman ( 72') (Land '83), Babadi, Schouten ( 83'), Bakayoko (Tillman '69), De Jong (Pepi '72), Lozano |  |
| |               |               |                                                                     | | |  |

#### Maart
| Speelronde 24: 3 maart 2024, 14:30 uur                                                                                    | PSV                | 2 – 2 (1 – 1) | Feyenoord              | Opstelling PSV | Opstelling Feyenoord |  |
| Stadion: Philips Stadion, Eindhoven Toeschouwers: 35.000 Scheidsrechter: Serdar Gözübüyük Video-assistent: Pol van Boekel | Tillman 4' Til 71' |               | 22' Minteh 61' Giménez | Benítez, Teze , Ramalho (Til '64), Boscagli, Dest, Mauro Júnior (Obispo '85), Schouten, Tillman , Lozano , De Jong , Bakayoko (Babadi '85) | Wellenreuther, Geertruida , Beelen, Hancko, Hartman (López '86), Wieffer , Timber , Zerrouki , Milambo (Ivanušec '66), Giménez, Minteh (Nieuwkoop '75) |  |
| Stadion: Philips Stadion, Eindhoven Toeschouwers: 35.000 Scheidsrechter: Serdar Gözübüyük Video-assistent: Pol van Boekel |                    |               |                        | Benítez, Teze , Ramalho (Til '64), Boscagli, Dest, Mauro Júnior (Obispo '85), Schouten, Tillman , Lozano , De Jong , Bakayoko (Babadi '85) | Wellenreuther, Geertruida , Beelen, Hancko, Hartman (López '86), Wieffer , Timber , Zerrouki , Milambo (Ivanušec '66), Giménez, Minteh (Nieuwkoop '75) |  |
| Stadion: Philips Stadion, Eindhoven Toeschouwers: 35.000 Scheidsrechter: Serdar Gözübüyük Video-assistent: Pol van Boekel |                    |               |                        | Benítez, Teze , Ramalho (Til '64), Boscagli, Dest, Mauro Júnior (Obispo '85), Schouten, Tillman , Lozano , De Jong , Bakayoko (Babadi '85) | Wellenreuther, Geertruida , Beelen, Hancko, Hartman (López '86), Wieffer , Timber , Zerrouki , Milambo (Ivanušec '66), Giménez, Minteh (Nieuwkoop '75) |  |
| |                    |               |                        | | |  |

| Speelronde 25: 8 maart 2024, 20:00 uur                                                                                  | Go Ahead Eagles | 0 – 1 (0 – 1) | PSV      | Opstelling Go Ahead Eagles | Opstelling PSV |  |
| Stadion: De Adelaarshorst, Deventer Toeschouwers: 9.997 Scheidsrechter: Danny Makkelie Video-assistent: Jochem Kamphuis |                 |               | 10' Dest | De Lange, Deijl (Everink '79), Nauber, Kramer, Kuipers , Breum, Linthorst (Llansana '66), Willumsson, Blomme (Stokkers '87), O. Edvardsen (Tengstedt '79), V. Edvardsen (Baeten '66) | Benítez ( 84'), Teze, Obispo '89, Boscagli, Dest, Schouten, Til (Babadi '66), Mauro Júnior, Lozano (Bella-Kotchap '90+2), De Jong (Pepi '84), Tillman (Bakayoko '66) |  |
| Stadion: De Adelaarshorst, Deventer Toeschouwers: 9.997 Scheidsrechter: Danny Makkelie Video-assistent: Jochem Kamphuis |                 |               |          | De Lange, Deijl (Everink '79), Nauber, Kramer, Kuipers , Breum, Linthorst (Llansana '66), Willumsson, Blomme (Stokkers '87), O. Edvardsen (Tengstedt '79), V. Edvardsen (Baeten '66) | Benítez ( 84'), Teze, Obispo '89, Boscagli, Dest, Schouten, Til (Babadi '66), Mauro Júnior, Lozano (Bella-Kotchap '90+2), De Jong (Pepi '84), Tillman (Bakayoko '66) |  |
| Stadion: De Adelaarshorst, Deventer Toeschouwers: 9.997 Scheidsrechter: Danny Makkelie Video-assistent: Jochem Kamphuis |                 |               |          | De Lange, Deijl (Everink '79), Nauber, Kramer, Kuipers , Breum, Linthorst (Llansana '66), Willumsson, Blomme (Stokkers '87), O. Edvardsen (Tengstedt '79), V. Edvardsen (Baeten '66) | Benítez ( 84'), Teze, Obispo '89, Boscagli, Dest, Schouten, Til (Babadi '66), Mauro Júnior, Lozano (Bella-Kotchap '90+2), De Jong (Pepi '84), Tillman (Bakayoko '66) |  |
| |                 |               |          | | |  |

| Speelronde 26: 17 maart 2024, 20:00 uur                                                                              | PSV        | 1 – 0 (0 – 0) | FC Twente | Opstelling PSV | Opstelling FC Twente |  |
| Stadion: Philips Stadion, Eindhoven Toeschouwers: 34.800 Scheidsrechter: Joey Kooij Video-assistent: Jochem Kamphuis | Pepi 90+7' |               |           | Benítez, Teze, Ramalho (Tillman '64 ), Boscagli, Dest, Schouten, Til, Veerman, Bakayoko (Pepi '80), De Jong , Lozano | Unnerstall , Brenet, Bruns, Pröpper , Smal , Kjølø, Van Wolfswinkel, Sadílek, D. Rots (Van Bergen '85), Boadu (Steijn '58), Vlap (Regeer '72 ) |  |
| Stadion: Philips Stadion, Eindhoven Toeschouwers: 34.800 Scheidsrechter: Joey Kooij Video-assistent: Jochem Kamphuis |            |               |           | Benítez, Teze, Ramalho (Tillman '64 ), Boscagli, Dest, Schouten, Til, Veerman, Bakayoko (Pepi '80), De Jong , Lozano | Unnerstall , Brenet, Bruns, Pröpper , Smal , Kjølø, Van Wolfswinkel, Sadílek, D. Rots (Van Bergen '85), Boadu (Steijn '58), Vlap (Regeer '72 ) |  |
| Stadion: Philips Stadion, Eindhoven Toeschouwers: 34.800 Scheidsrechter: Joey Kooij Video-assistent: Jochem Kamphuis |            |               |           | Benítez, Teze, Ramalho (Tillman '64 ), Boscagli, Dest, Schouten, Til, Veerman, Bakayoko (Pepi '80), De Jong , Lozano | Unnerstall , Brenet, Bruns, Pröpper , Smal , Kjølø, Van Wolfswinkel, Sadílek, D. Rots (Van Bergen '85), Boadu (Steijn '58), Vlap (Regeer '72 ) |  |
| |            |               |           | | |  |

| Speelronde 27: 30 maart 2024, 16:30 uur                                                                      | N.E.C.                             | 3 – 1 (1 – 1) | PSV          | Opstelling N.E.C. | Opstelling PSV |  |
| Stadion: Goffertstadion, Nijmegen Toeschouwers: 12.540 Scheidsrechter: Bas Nijhuis Video-assistent: Alex Bos | Schöne 43' (pen.) Sano 49' Sow 63' |               | 20' Bakayoko | Cillessen, Van Rooij (Pereira '53), Sandler, Nuytinck ( 62'), Verdonk, Hoedemakers, Sano, Schöne (Olden Larsen '62), González (Ross '90+3), Sow, Baas | Benítez, Teze, Ramalho (Mauro Júnior '59), Boscagli, Dest, Schouten, Til (Pepi '59), Veerman , Bakayoko, De Jong , Lozano (Tillman '46) |  |
| Stadion: Goffertstadion, Nijmegen Toeschouwers: 12.540 Scheidsrechter: Bas Nijhuis Video-assistent: Alex Bos |                                    |               |              | Cillessen, Van Rooij (Pereira '53), Sandler, Nuytinck ( 62'), Verdonk, Hoedemakers, Sano, Schöne (Olden Larsen '62), González (Ross '90+3), Sow, Baas | Benítez, Teze, Ramalho (Mauro Júnior '59), Boscagli, Dest, Schouten, Til (Pepi '59), Veerman , Bakayoko, De Jong , Lozano (Tillman '46) |  |
| Stadion: Goffertstadion, Nijmegen Toeschouwers: 12.540 Scheidsrechter: Bas Nijhuis Video-assistent: Alex Bos |                                    |               |              | Cillessen, Van Rooij (Pereira '53), Sandler, Nuytinck ( 62'), Verdonk, Hoedemakers, Sano, Schöne (Olden Larsen '62), González (Ross '90+3), Sow, Baas | Benítez, Teze, Ramalho (Mauro Júnior '59), Boscagli, Dest, Schouten, Til (Pepi '59), Veerman , Bakayoko, De Jong , Lozano (Tillman '46) |  |
| |                                    |               |              | | |  |

#### April
| Speelronde 28: 2 april 2024, 20:00 uur                                                                                               | Excelsior Rotterdam | 0 – 2 (0 – 0) | PSV                           | Opstelling Excelsior Rotterdam | Opstelling PSV |  |
| Stadion: Van Donge & De Roo Stadion, Rotterdam Toeschouwers: 4.400 Scheidsrechter: Jannick van der Laan Video-assistent: Erwin Blank |                     |               | 58' Mauro Júnior 62' Bakayoko | Van Gassel , Benita, Horemans, Widell (Nieuwpoort '46), De Moes (Udenhout '88), Baas , Goudmijn, Sandra (Omorowa '83), Naujoks, Duijvestijn (Lamprou '46), Driouech (Uddenäs '13) | Benítez, Teze, Ramalho ( 83'), Boscagli, Dest, Mauro Júnior, Til (Babadi '73), Veerman, Bakayoko, De Jong (Pepi '83), Tillman |  |
| Stadion: Van Donge & De Roo Stadion, Rotterdam Toeschouwers: 4.400 Scheidsrechter: Jannick van der Laan Video-assistent: Erwin Blank |                     |               |                               | Van Gassel , Benita, Horemans, Widell (Nieuwpoort '46), De Moes (Udenhout '88), Baas , Goudmijn, Sandra (Omorowa '83), Naujoks, Duijvestijn (Lamprou '46), Driouech (Uddenäs '13) | Benítez, Teze, Ramalho ( 83'), Boscagli, Dest, Mauro Júnior, Til (Babadi '73), Veerman, Bakayoko, De Jong (Pepi '83), Tillman |  |
| Stadion: Van Donge & De Roo Stadion, Rotterdam Toeschouwers: 4.400 Scheidsrechter: Jannick van der Laan Video-assistent: Erwin Blank |                     |               |                               | Van Gassel , Benita, Horemans, Widell (Nieuwpoort '46), De Moes (Udenhout '88), Baas , Goudmijn, Sandra (Omorowa '83), Naujoks, Duijvestijn (Lamprou '46), Driouech (Uddenäs '13) | Benítez, Teze, Ramalho ( 83'), Boscagli, Dest, Mauro Júnior, Til (Babadi '73), Veerman, Bakayoko, De Jong (Pepi '83), Tillman |  |
| |                     |               |                               | | |  |

| Speelronde 29: 6 april 2024, 18:45 uur                                                                                 | PSV                                                   | 5 – 1 (2 – 0) | AZ           | Opstelling PSV | Opstelling AZ |  |
| Stadion: Philips Stadion, Eindhoven Toeschouwers: 34.700 Scheidsrechter: Dennis Higler Video-assistent: Pol van Boekel | Bakayoko 9' De Jong 23', 53' Veerman 80' Uneken 90+1' |               | 58' Pavlidis | Benítez, Teze (Van Aanholt '88), Schouten, Boscagli (Obispo '88), Dest, Mauro Júnior (Babadi '82), Til (Ramalho '72 ( 88')), Veerman, Bakayoko, De Jong (Uneken '88), Tillman | Ryan, Sugawara (Kasius '79), Goes, Bazoer (Dekker '71), Møller Wolfe, Mijnans (Sadiq '79), Belić (Dantas '79), D. de Wit, Clasie , Pavlidis, Van Bommel (Poku '68) |  |
| Stadion: Philips Stadion, Eindhoven Toeschouwers: 34.700 Scheidsrechter: Dennis Higler Video-assistent: Pol van Boekel |                                                       |               |              | Benítez, Teze (Van Aanholt '88), Schouten, Boscagli (Obispo '88), Dest, Mauro Júnior (Babadi '82), Til (Ramalho '72 ( 88')), Veerman, Bakayoko, De Jong (Uneken '88), Tillman | Ryan, Sugawara (Kasius '79), Goes, Bazoer (Dekker '71), Møller Wolfe, Mijnans (Sadiq '79), Belić (Dantas '79), D. de Wit, Clasie , Pavlidis, Van Bommel (Poku '68) |  |
| Stadion: Philips Stadion, Eindhoven Toeschouwers: 34.700 Scheidsrechter: Dennis Higler Video-assistent: Pol van Boekel |                                                       |               |              | Benítez, Teze (Van Aanholt '88), Schouten, Boscagli (Obispo '88), Dest, Mauro Júnior (Babadi '82), Til (Ramalho '72 ( 88')), Veerman, Bakayoko, De Jong (Uneken '88), Tillman | Ryan, Sugawara (Kasius '79), Goes, Bazoer (Dekker '71), Møller Wolfe, Mijnans (Sadiq '79), Belić (Dantas '79), D. de Wit, Clasie , Pavlidis, Van Bommel (Poku '68) |  |
| |                                                       |               |              | | |  |

| Speelronde 30: 13 april 2024, 16:30 uur                                                                                       | PSV                                                                | 6 – 0 (3 – 0) | Vitesse | Opstelling PSV | Opstelling Vitesse |  |
| Stadion: Philips Stadion, Eindhoven Toeschouwers: 34.200 Scheidsrechter: Jeroen Manschot Video-assistent: Sander van der Eijk | De Jong 28', 67' Tillman 30' Ramalho 37' Bakayoko 53' Lozano 90+2' |               |         | Benítez, Teze (Van Aanholt '79), Ramalho, Boscagli (Obispo '62), Dest, Schouten (Mauro Júnior '62), Til, Veerman (Land '79), Bakayoko, De Jong , Tillman (Lozano '62) | Room, Arcus (Van Zwam '46), Isimat-Mirin , Hendriks, Pinto, Meulensteen (Hadj Moussa '60), Aaronson, Tielemans, De Regt (Boutrah '60), Buitink (Visser '83), Kozłowski (Cornelisse '72) |  |
| Stadion: Philips Stadion, Eindhoven Toeschouwers: 34.200 Scheidsrechter: Jeroen Manschot Video-assistent: Sander van der Eijk |                                                                    |               |         | Benítez, Teze (Van Aanholt '79), Ramalho, Boscagli (Obispo '62), Dest, Schouten (Mauro Júnior '62), Til, Veerman (Land '79), Bakayoko, De Jong , Tillman (Lozano '62) | Room, Arcus (Van Zwam '46), Isimat-Mirin , Hendriks, Pinto, Meulensteen (Hadj Moussa '60), Aaronson, Tielemans, De Regt (Boutrah '60), Buitink (Visser '83), Kozłowski (Cornelisse '72) |  |
| Stadion: Philips Stadion, Eindhoven Toeschouwers: 34.200 Scheidsrechter: Jeroen Manschot Video-assistent: Sander van der Eijk |                                                                    |               |         | Benítez, Teze (Van Aanholt '79), Ramalho, Boscagli (Obispo '62), Dest, Schouten (Mauro Júnior '62), Til, Veerman (Land '79), Bakayoko, De Jong , Tillman (Lozano '62) | Room, Arcus (Van Zwam '46), Isimat-Mirin , Hendriks, Pinto, Meulensteen (Hadj Moussa '60), Aaronson, Tielemans, De Regt (Boutrah '60), Buitink (Visser '83), Kozłowski (Cornelisse '72) |  |
| |                                                                    |               |         | | |  |

| Speelronde 31: 25 april 2024, 18:55 uur | sc Heerenveen | 0 – 8 (0 – 5) | PSV                                                                              | Opstelling sc Heerenveen | Opstelling PSV |  |
| Stadion: Abe Lenstra Stadion, Heerenveen Toeschouwers: 24.500 Scheidsrechter: Danny Makkelie Video-assistent: Clay Ruperti                             |               |               | 7', 30' Til 9', 11' Tillman 44' Veerman 52' Bakayoko 71' De Jong 83' Van Aanholt | Van der Hart, Braude, Van Beek , Bochniewicz (Van Ottele '46), Köhlert, Haye, Brouwers (Webster '75), Olsson (Van Ee '46), Wålemark (Sahraoui '73), Van Amersfoort (Nicolaescu '46), Nunnely | Benítez, Teze, Ramalho (Saibari '62), Boscagli (Obispo '78), Mauro Júnior (Van Aanholt '62), Schouten, Til (Lozano '62), Veerman, Bakayoko (Pepi '78), De Jong , Tillman |  |
| Stadion: Abe Lenstra Stadion, Heerenveen Toeschouwers: 24.500 Scheidsrechter: Danny Makkelie Video-assistent: Clay Ruperti                             |               |               |                                                                                  | Van der Hart, Braude, Van Beek , Bochniewicz (Van Ottele '46), Köhlert, Haye, Brouwers (Webster '75), Olsson (Van Ee '46), Wålemark (Sahraoui '73), Van Amersfoort (Nicolaescu '46), Nunnely | Benítez, Teze, Ramalho (Saibari '62), Boscagli (Obispo '78), Mauro Júnior (Van Aanholt '62), Schouten, Til (Lozano '62), Veerman, Bakayoko (Pepi '78), De Jong , Tillman |  |
| Stadion: Abe Lenstra Stadion, Heerenveen Toeschouwers: 24.500 Scheidsrechter: Danny Makkelie Video-assistent: Clay Ruperti                             |               |               |                                                                                  | Van der Hart, Braude, Van Beek , Bochniewicz (Van Ottele '46), Köhlert, Haye, Brouwers (Webster '75), Olsson (Van Ee '46), Wålemark (Sahraoui '73), Van Amersfoort (Nicolaescu '46), Nunnely | Benítez, Teze, Ramalho (Saibari '62), Boscagli (Obispo '78), Mauro Júnior (Van Aanholt '62), Schouten, Til (Lozano '62), Veerman, Bakayoko (Pepi '78), De Jong , Tillman |  |
| Bijz.: De 0 – 5 van Joey Veerman was de 100e Eredivisiedoelpunt van PSV dit seizoen. Daarnaast was dit de grootste uitoverwinning van PSV in historie. |               |               |                                                                                  | | |  |

#### Mei
| Speelronde 32: 5 mei 2024, 12:15 uur                                                                                   | PSV                                                  | 4 – 2 (2 – 2) | Sparta Rotterdam               | Opstelling PSV | Opstelling Sparta Rotterdam |  |
| Stadion: Philips Stadion, Eindhoven Toeschouwers: 34.300 Scheidsrechter: Dennis Higler Video-assistent: Ingmar Oostrom | Bakari 19' (e.d.) Bakayoko 26' Boscagli 67' Teze 78' |               | 8' Metinho 29' (e.d.) Boscagli | Benítez, Teze (Sambo '88), Ramalho (Lozano '58), Boscagli, Mauro Júnior (Van Aanholt '88), Schouten, Til (Saibari '58), Veerman ( 77'), Bakayoko, De Jong (Pepi '77), Tillman | Olij, Bakari (Rosanas '88), Vriends (Meissen '90), Eerdhuijzen (Velthuis '90), Van der Kust, Neghli (Mito '57), Metinho, Clement, De Guzmán (Brym '90+1), Lauritsen , Saito |  |
| Stadion: Philips Stadion, Eindhoven Toeschouwers: 34.300 Scheidsrechter: Dennis Higler Video-assistent: Ingmar Oostrom |                                                      |               |                                | Benítez, Teze (Sambo '88), Ramalho (Lozano '58), Boscagli, Mauro Júnior (Van Aanholt '88), Schouten, Til (Saibari '58), Veerman ( 77'), Bakayoko, De Jong (Pepi '77), Tillman | Olij, Bakari (Rosanas '88), Vriends (Meissen '90), Eerdhuijzen (Velthuis '90), Van der Kust, Neghli (Mito '57), Metinho, Clement, De Guzmán (Brym '90+1), Lauritsen , Saito |  |
| Stadion: Philips Stadion, Eindhoven Toeschouwers: 34.300 Scheidsrechter: Dennis Higler Video-assistent: Ingmar Oostrom |                                                      |               |                                | Benítez, Teze (Sambo '88), Ramalho (Lozano '58), Boscagli, Mauro Júnior (Van Aanholt '88), Schouten, Til (Saibari '58), Veerman ( 77'), Bakayoko, De Jong (Pepi '77), Tillman | Olij, Bakari (Rosanas '88), Vriends (Meissen '90), Eerdhuijzen (Velthuis '90), Van der Kust, Neghli (Mito '57), Metinho, Clement, De Guzmán (Brym '90+1), Lauritsen , Saito |  |
| Bijz.: Door deze overwinning werd PSV voor de 25ste keer landskampioen van de Eredivisie.                              |                                                      |               |                                | | |  |

| Speelronde 33: 12 mei 2024, 14:30 uur                                                                                              | Fortuna Sittard | 1 – 1 (1 – 0) | PSV          | Opstelling Fortuna Sittard | Opstelling PSV |  |
| Stadion: Fortuna Sittard Stadion, Sittard Toeschouwers: 11.384 Scheidsrechter: Martin van den Kerkhof Video-assistent: Erwin Blank | Córdoba 27'     |               | 72' Schouten | Koopmans, Pinto , Guth, Siovas (Griffith '73), Dijks, Peterson (Vita '73 ), Voet, Lonwijk (Belkheir '86), Rosier, Da Cruz (Fofana '60), Córdoba (Braaf '85) | Drommel, Teze (Van Aanholt '46), Ramalho (Pepi '69), Boscagli, Mauro Júnior, Schouten, Til, Saibari (Veerman '46), Lozano (Bakayoko '46), De Jong , Tillman |  |
| Stadion: Fortuna Sittard Stadion, Sittard Toeschouwers: 11.384 Scheidsrechter: Martin van den Kerkhof Video-assistent: Erwin Blank |                 |               |              | Koopmans, Pinto , Guth, Siovas (Griffith '73), Dijks, Peterson (Vita '73 ), Voet, Lonwijk (Belkheir '86), Rosier, Da Cruz (Fofana '60), Córdoba (Braaf '85) | Drommel, Teze (Van Aanholt '46), Ramalho (Pepi '69), Boscagli, Mauro Júnior, Schouten, Til, Saibari (Veerman '46), Lozano (Bakayoko '46), De Jong , Tillman |  |
| Stadion: Fortuna Sittard Stadion, Sittard Toeschouwers: 11.384 Scheidsrechter: Martin van den Kerkhof Video-assistent: Erwin Blank |                 |               |              | Koopmans, Pinto , Guth, Siovas (Griffith '73), Dijks, Peterson (Vita '73 ), Voet, Lonwijk (Belkheir '86), Rosier, Da Cruz (Fofana '60), Córdoba (Braaf '85) | Drommel, Teze (Van Aanholt '46), Ramalho (Pepi '69), Boscagli, Mauro Júnior, Schouten, Til, Saibari (Veerman '46), Lozano (Bakayoko '46), De Jong , Tillman |  |
| |                 |               |              | | |  |

| Speelronde 34: 19 mei 2024, 14:30 uur | PSV                                          | 3 – 1 (1 – 1) | RKC Waalwijk | Opstelling PSV | Opstelling RKC Waalwijk |  |
| Stadion: Philips Stadion, Eindhoven Toeschouwers: 34.700 Scheidsrechter: Danny Makkelie Video-assistent: Rob Dieperink | De Jong 44', 82' (pen.) Lelieveld 86' (e.d.) |               | 16' Margaret | Benítez (Waterman '84), Sambo (Ledezma '84), Ramalho, Boscagli, Mauro Júnior (Van Aanholt '60), Schouten, Til, Veerman, Bakayoko (Lozano '69), De Jong , Tillman (Pepi '69) | Vaessen , Gaari (Lelieveld '79), Adewoye, Bruma '81, Meijers, Margaret (Cleonise '46), Roemeratoe , Niemeijer (Felida '79), Oukili , Min (Kramer '87), Lokesa (Seuntjens '87) |  |
| Stadion: Philips Stadion, Eindhoven Toeschouwers: 34.700 Scheidsrechter: Danny Makkelie Video-assistent: Rob Dieperink |                                              |               |              | Benítez (Waterman '84), Sambo (Ledezma '84), Ramalho, Boscagli, Mauro Júnior (Van Aanholt '60), Schouten, Til, Veerman, Bakayoko (Lozano '69), De Jong , Tillman (Pepi '69) | Vaessen , Gaari (Lelieveld '79), Adewoye, Bruma '81, Meijers, Margaret (Cleonise '46), Roemeratoe , Niemeijer (Felida '79), Oukili , Min (Kramer '87), Lokesa (Seuntjens '87) |  |
| Stadion: Philips Stadion, Eindhoven Toeschouwers: 34.700 Scheidsrechter: Danny Makkelie Video-assistent: Rob Dieperink |                                              |               |              | Benítez (Waterman '84), Sambo (Ledezma '84), Ramalho, Boscagli, Mauro Júnior (Van Aanholt '60), Schouten, Til, Veerman, Bakayoko (Lozano '69), De Jong , Tillman (Pepi '69) | Vaessen , Gaari (Lelieveld '79), Adewoye, Bruma '81, Meijers, Margaret (Cleonise '46), Roemeratoe , Niemeijer (Felida '79), Oukili , Min (Kramer '87), Lokesa (Seuntjens '87) |  |
| Bijz.: PSV wist alle 34 competitiewedstrijden minimaal één doelpunt te maken, dat record werd verbroken ten opzichte van PSV in seizoen 2018/19. Na afloop van deze wedstrijd werd het record geëvenaard met het hoogste doelsaldo in een seizoen van +90 (111–21) en eindigde PSV als tweede met het meeste aantal punten in een seizoen van 91 punten. |                                              |               |              | | |  |

### Statistieken

#### Eindstand in Nederlandse Eredivisie
| Stand | Gespeeld | Gewonnen | Gelijk | Verloren | Punten | Doelpunten voor | Doelpunten tegen | Gele kaarten | Twee gele kaarten | Rode kaarten |
| ----- | -------- | -------- | ------ | -------- | ------ | --------------- | ---------------- | ------------ | ----------------- | ------------ |
| 1e    | 34       | 29       | 4      | 1        | 91     | 111             | 21               | 30           | 1                 | 0            |

#### Punten, stand en doelpunten per speelronde
| Speelronde                            | 1  | 2  | 3  | 4   | 5   | 6   | 7   | 8   | 9   | 10  | 11  | 12  | 13  | 14  | 15  | 16  | 17  | 18  | 19  | 20  | 21  | 22  | 23  | 24  | 25  | 26  | 27  | 28  | 29  | 30  | 31  | 32  | 33  | 34  | Totaal |
| ------------------------------------- | -- | -- | -- | --- | --- | --- | --- | --- | --- | --- | --- | --- | --- | --- | --- | --- | --- | --- | --- | --- | --- | --- | --- | --- | --- | --- | --- | --- | --- | --- | --- | --- | --- | --- | ------ |
| Aantal punten per speelronde          | 3  | 3  | 3  | 3   | 3   | 3   | 3   | 3   | 3   | 3   | 3   | 3   | 3   | 3   | 3   | 3   | 3   | 1   | 3   | 1   | 3   | 3   | 3   | 1   | 3   | 3   | 0   | 3   | 3   | 3   | 3   | 3   | 1   | 3   | 91     |
| Aantal punten na speelronde           | 3  | 6  | 9  | 12  | 15  | 18  | 21  | 24  | 27  | 30  | 33  | 36  | 39  | 42  | 45  | 48  | 51  | 52  | 55  | 56  | 59  | 62  | 65  | 66  | 69  | 72  | 72  | 75  | 78  | 81  | 84  | 87  | 88  | 91  | 91     |
| Stand na speelronde                   | 5e | 3e | 1e | 1e  | 1e  | 1e  | 1e  | 1e  | 1e  | 1e  | 1e  | 1e  | 1e  | 1e  | 1e  | 1e  | 1e  | 1e  | 1e  | 1e  | 1e  | 1e  | 1e  | 1e  | 1e  | 1e  | 1e  | 1e  | 1e  | 1e  | 1e  | 1e  | 1e  | 1e  | 1e     |
| Aantal doelpunten per speelronde      | 2  | 3  | 3  | 4   | 4   | 4   | 3   | 4   | 3   | 5   | 6   | 4   | 3   | 2   | 2   | 4   | 3   | 1   | 2   | 1   | 5   | 2   | 7   | 2   | 1   | 1   | 1   | 2   | 5   | 6   | 8   | 4   | 1   | 3   | 111    |
| Aantal tegendoelpunten per speelronde | 0  | 1  | 0  | 0   | 0   | 0   | 1   | 0   | 1   | 2   | 0   | 0   | 0   | 1   | 0   | 0   | 1   | 1   | 0   | 1   | 1   | 0   | 1   | 2   | 0   | 0   | 3   | 0   | 1   | 0   | 0   | 2   | 1   | 1   | 21     |
| Doelsaldo na speelronde               | +2 | +4 | +7 | +11 | +15 | +19 | +21 | +25 | +27 | +30 | +36 | +40 | +43 | +44 | +46 | +50 | +52 | +52 | +54 | +54 | +58 | +60 | +66 | +66 | +67 | +68 | +66 | +68 | +72 | +78 | +86 | +88 | +88 | +90 | +90    |

## Champions League

#### Derde kwalificatieronde
| Wedstrijd 1/2: 8 augustus 2023, 20:30 uur                                                                            | PSV                                    | 4 – 1 (3 – 1) | Sturm Graz           | Opstelling PSV | Opstelling Sturm Graz |  |
| Stadion: Philips Stadion, Eindhoven Toeschouwers: 31.500 Scheidsrechter: Radu Petrescu Video-assistent: Cătălin Popa | Babadi 4' De Jong 22', 32' Sangaré 73' |               | 40' Gorenc Stanković | Benítez, Teze, Ramalho ( 84'), Boscagli, Van Aanholt, Sangaré, Babadi (Saibari '65), Veerman, Bakayoko (Vertessen '84), De Jong (Pepi '84), Lang | Scherpen, Gazibegović, Affengruber, Wüthrich, Schnegg (Dante '46), Hierländer (Serrano '70), Gorenc Stanković ( 70'), Kiteishvili (Horvat '70), Prass, Bøving (Fuseini '78), Włodarczyk (Teixeira '61) |  |
| Stadion: Philips Stadion, Eindhoven Toeschouwers: 31.500 Scheidsrechter: Radu Petrescu Video-assistent: Cătălin Popa |                                        |               |                      | Benítez, Teze, Ramalho ( 84'), Boscagli, Van Aanholt, Sangaré, Babadi (Saibari '65), Veerman, Bakayoko (Vertessen '84), De Jong (Pepi '84), Lang | Scherpen, Gazibegović, Affengruber, Wüthrich, Schnegg (Dante '46), Hierländer (Serrano '70), Gorenc Stanković ( 70'), Kiteishvili (Horvat '70), Prass, Bøving (Fuseini '78), Włodarczyk (Teixeira '61) |  |
| Stadion: Philips Stadion, Eindhoven Toeschouwers: 31.500 Scheidsrechter: Radu Petrescu Video-assistent: Cătălin Popa |                                        |               |                      | Benítez, Teze, Ramalho ( 84'), Boscagli, Van Aanholt, Sangaré, Babadi (Saibari '65), Veerman, Bakayoko (Vertessen '84), De Jong (Pepi '84), Lang | Scherpen, Gazibegović, Affengruber, Wüthrich, Schnegg (Dante '46), Hierländer (Serrano '70), Gorenc Stanković ( 70'), Kiteishvili (Horvat '70), Prass, Bøving (Fuseini '78), Włodarczyk (Teixeira '61) |  |
| |                                        |               |                      | | |  |

| Wedstrijd 2/2: 15 augustus 2023, 20:30 uur                                                                           | Sturm Graz | 1 – 3 (1 – 2) | PSV                                     | Opstelling Sturm Graz | Opstelling PSV |  |
| Stadion: Merkur Arena, Graz Toeschouwers: 12.571 Scheidsrechter: Srđan Jovanović Video-assistent: Tomasz Kwiatkowski | Bøving 26' |               | 32' Veerman 39' De Jong 85' (pen.) Pepi | Scherpen, Gazibegović (Johnston '71), Affengruber, Wüthrich , Dante, Hierländer , Gorenc Stanković (Serrano '71 ), Kiteishvili (Horvat '71), Prass (Jantscher '80), Bøving, Teixeira (Włodarczyk '59) | Benítez, Teze (Sambo '86), Ramalho ( 46'), Boscagli, Van Aanholt, Sangaré, Saibari, Veerman, Bakayoko (Til '60), De Jong (Pepi '46), Vertessen (Babadi '86) |  |
| Stadion: Merkur Arena, Graz Toeschouwers: 12.571 Scheidsrechter: Srđan Jovanović Video-assistent: Tomasz Kwiatkowski |            |               |                                         | Scherpen, Gazibegović (Johnston '71), Affengruber, Wüthrich , Dante, Hierländer , Gorenc Stanković (Serrano '71 ), Kiteishvili (Horvat '71), Prass (Jantscher '80), Bøving, Teixeira (Włodarczyk '59) | Benítez, Teze (Sambo '86), Ramalho ( 46'), Boscagli, Van Aanholt, Sangaré, Saibari, Veerman, Bakayoko (Til '60), De Jong (Pepi '46), Vertessen (Babadi '86) |  |
| Stadion: Merkur Arena, Graz Toeschouwers: 12.571 Scheidsrechter: Srđan Jovanović Video-assistent: Tomasz Kwiatkowski |            |               |                                         | Scherpen, Gazibegović (Johnston '71), Affengruber, Wüthrich , Dante, Hierländer , Gorenc Stanković (Serrano '71 ), Kiteishvili (Horvat '71), Prass (Jantscher '80), Bøving, Teixeira (Włodarczyk '59) | Benítez, Teze (Sambo '86), Ramalho ( 46'), Boscagli, Van Aanholt, Sangaré, Saibari, Veerman, Bakayoko (Til '60), De Jong (Pepi '46), Vertessen (Babadi '86) |  |
| Bijz.: PSV won over twee wedstrijden met een totaalscore van 7 – 2.                                                  |            |               |                                         | | |  |

#### Play-offronde
| Wedstrijd 1/2: 22 augustus 2023, 21:00 uur                                                                          | Rangers FC           | 2 – 2 (1 – 0) | PSV                     | Opstelling Rangers FC | Opstelling PSV |  |
| Stadion: Ibrox Stadium, Glasgow Toeschouwers: 47.537 Scheidsrechter: Clément Turpin Video-assistent: Jérôme Brisard | Sima 45' Matondo 76' |               | 61' Sangaré 80' De Jong | Butland, Tavernier , Goldson, Souttar , Barišić , Cifuentes (Dowell '81), Jack (Lundstram '67), Cantwell (Lammers '86), Raskin, Dessers (Danilo '81), Sima (Matondo '67) | Benítez, Teze, Ramalho (Schouten '90), Boscagli (Babadi '90), Dest (Sambo '81), Sangaré, Saibari (Til '69), Veerman, Bakayoko, De Jong , Lang (Vertessen '81 ) |  |
| Stadion: Ibrox Stadium, Glasgow Toeschouwers: 47.537 Scheidsrechter: Clément Turpin Video-assistent: Jérôme Brisard |                      |               |                         | Butland, Tavernier , Goldson, Souttar , Barišić , Cifuentes (Dowell '81), Jack (Lundstram '67), Cantwell (Lammers '86), Raskin, Dessers (Danilo '81), Sima (Matondo '67) | Benítez, Teze, Ramalho (Schouten '90), Boscagli (Babadi '90), Dest (Sambo '81), Sangaré, Saibari (Til '69), Veerman, Bakayoko, De Jong , Lang (Vertessen '81 ) |  |
| Stadion: Ibrox Stadium, Glasgow Toeschouwers: 47.537 Scheidsrechter: Clément Turpin Video-assistent: Jérôme Brisard |                      |               |                         | Butland, Tavernier , Goldson, Souttar , Barišić , Cifuentes (Dowell '81), Jack (Lundstram '67), Cantwell (Lammers '86), Raskin, Dessers (Danilo '81), Sima (Matondo '67) | Benítez, Teze, Ramalho (Schouten '90), Boscagli (Babadi '90), Dest (Sambo '81), Sangaré, Saibari (Til '69), Veerman, Bakayoko, De Jong , Lang (Vertessen '81 ) |  |
| |                      |               |                         | | |  |

| Wedstrijd 2/2: 30 augustus 2023, 21:00 uur                                                                                     | PSV                                                         | 5 – 1 (1 – 0) | Rangers FC    | Opstelling PSV | Opstelling Rangers FC |  |
| Stadion: Philips Stadion, Eindhoven Toeschouwers: 34.560 Scheidsrechter: José María Sánchez Video-assistent: Ricardo de Burgos | Saibari 35', 53' De Jong 66' Veerman 78' Goldson 81' (e.d.) |               | 64' Tavernier | Benítez, Teze (Sambo '83 ), Schouten, Boscagli (Til '83), Dest, Sangaré, Saibari (Vertessen '87), Veerman, Bakayoko (Tillman '87 ), De Jong , Lang (Ramalho '69) | Butland, Tavernier , Goldson, Souttar, Barišić (Sterling '51), Cifuentes, Lundstram, Cantwell, Raskin (Danilo '61), Matondo (Jack '85), Dessers (Lammers '61) |  |
| Stadion: Philips Stadion, Eindhoven Toeschouwers: 34.560 Scheidsrechter: José María Sánchez Video-assistent: Ricardo de Burgos |                                                             |               |               | Benítez, Teze (Sambo '83 ), Schouten, Boscagli (Til '83), Dest, Sangaré, Saibari (Vertessen '87), Veerman, Bakayoko (Tillman '87 ), De Jong , Lang (Ramalho '69) | Butland, Tavernier , Goldson, Souttar, Barišić (Sterling '51), Cifuentes, Lundstram, Cantwell, Raskin (Danilo '61), Matondo (Jack '85), Dessers (Lammers '61) |  |
| Stadion: Philips Stadion, Eindhoven Toeschouwers: 34.560 Scheidsrechter: José María Sánchez Video-assistent: Ricardo de Burgos |                                                             |               |               | Benítez, Teze (Sambo '83 ), Schouten, Boscagli (Til '83), Dest, Sangaré, Saibari (Vertessen '87), Veerman, Bakayoko (Tillman '87 ), De Jong , Lang (Ramalho '69) | Butland, Tavernier , Goldson, Souttar, Barišić (Sterling '51), Cifuentes, Lundstram, Cantwell, Raskin (Danilo '61), Matondo (Jack '85), Dessers (Lammers '61) |  |
| Bijz.: PSV won over twee wedstrijden met een totaalscore van 7 – 3 en plaatste zich voor de groepsfase.                        |                                                             |               |               | | |  |

#### Groepsfase (groep B)
| # | Team       | Wedstrijden | Wedstrijden | Wedstrijden | Wedstrijden | Punten | Doelpunten | Doelpunten | Doelpunten |       | Uitslagen (Thuis ╲ Uit) | Uitslagen (Thuis ╲ Uit) | Uitslagen (Thuis ╲ Uit) | Uitslagen (Thuis ╲ Uit) |
| # | Team       | Gespeeld    | Winst       | Gelijk      | Verlies     | Punten | Voor       | Tegen      | Saldo      | ARS   | PSV                     | LEN                     | SEV                     |                         |
| 1. | Arsenal    | 6           | 4           | 1           | 1           | 13     | 16         | 4          | +12        |       | 4 – 0                   | 6 – 0                   | 2 – 0                   |                         |
| 2. | PSV        | 6           | 2           | 3           | 1           | 9      | 8          | 10         | −2         | 1 – 1 |                         | 1 – 0                   | 2 – 2                   |                         |
| 3. | RC Lens    | 6           | 2           | 2           | 2           | 8      | 6          | 11         | −5         | 2 – 1 | 1 – 1                   |                         | 2 – 1                   |                         |
| 4. | Sevilla FC | 6           | 0           | 2           | 4           | 2      | 7          | 12         | −5         | 1 – 2 | 2 – 3                   | 1 – 1                   |                         |                         |
| \| Legendakleuren in de tabellen \| \| Groepswinnaar en nummer twee gaan door naar de achtste finale. \| \| Nummer drie gaat door naar de tussenronde van de Europa League. \| \| Uitgeschakeld \| |            |             |             |             |             |        |            |            |            |       |                         |                         |                         |                         |
| Legendakleuren in de tabellen |            |             |             |             |             |        |            |            |            |       |                         |                         |                         |                         |
| Groepswinnaar en nummer twee gaan door naar de achtste finale. |            |             |             |             |             |        |            |            |            |       |                         |                         |                         |                         |
| Nummer drie gaat door naar de tussenronde van de Europa League. |            |             |             |             |             |        |            |            |            |       |                         |                         |                         |                         |
| Uitgeschakeld |            |             |             |             |             |        |            |            |            |       |                         |                         |                         |                         |

| Wedstrijd 1/6: 20 september 2023, 21:00 uur                                                                      | Arsenal                                     | 4 – 0 (3 – 0) | PSV | Opstelling Arsenal | Opstelling PSV |  |
| Stadion: Emirates Stadium, Londen Toeschouwers: 58.860 Scheidsrechter: Felix Zwayer Video-assistent: Marco Fritz | Saka 8' Trossard 20' Jesus 38' Ødegaard 70' |               |     | Raya, White , Saliba, Gabriel, Zinchenko (Tomiyasu '58), Ødegaard , Rice (Jorginho '76), Havertz, Saka (Vieira '69), Jesus (Smith Rowe '69), Trossard (Nelson '58) | Benítez, Teze, Bella-Kotchap (Ramalho '76 ( 90')), Boscagli , Dest, Schouten , Saibari (Tillman '66 ), Veerman, Bakayoko (Lozano '66), De Jong (Pepi '90), Lang (Vertessen '76) |  |
| Stadion: Emirates Stadium, Londen Toeschouwers: 58.860 Scheidsrechter: Felix Zwayer Video-assistent: Marco Fritz |                                             |               |     | Raya, White , Saliba, Gabriel, Zinchenko (Tomiyasu '58), Ødegaard , Rice (Jorginho '76), Havertz, Saka (Vieira '69), Jesus (Smith Rowe '69), Trossard (Nelson '58) | Benítez, Teze, Bella-Kotchap (Ramalho '76 ( 90')), Boscagli , Dest, Schouten , Saibari (Tillman '66 ), Veerman, Bakayoko (Lozano '66), De Jong (Pepi '90), Lang (Vertessen '76) |  |
| Stadion: Emirates Stadium, Londen Toeschouwers: 58.860 Scheidsrechter: Felix Zwayer Video-assistent: Marco Fritz |                                             |               |     | Raya, White , Saliba, Gabriel, Zinchenko (Tomiyasu '58), Ødegaard , Rice (Jorginho '76), Havertz, Saka (Vieira '69), Jesus (Smith Rowe '69), Trossard (Nelson '58) | Benítez, Teze, Bella-Kotchap (Ramalho '76 ( 90')), Boscagli , Dest, Schouten , Saibari (Tillman '66 ), Veerman, Bakayoko (Lozano '66), De Jong (Pepi '90), Lang (Vertessen '76) |  |
| |                                             |               |     | | |  |

| Wedstrijd 2/6: 3 oktober 2023, 21:00 uur                                                                                     | PSV                           | 2 – 2 (0 – 0) | Sevilla FC               | Opstelling PSV | Opstelling Sevilla FC |  |
| Stadion: Philips Stadion, Eindhoven Toeschouwers: 34.206 Scheidsrechter: Daniele Orsato Video-assistent: Massimiliano Irrati | De Jong 86' (pen.) Teze 90+5' |               | 68' Gudelj 87' En-Nesyri | Benítez, Teze, Ramalho (Bella-Kotchap '82), Boscagli (Pepi '82), Dest, Schouten, Tillman, Veerman (Saibari '71), Bakayoko (Lozano '71 ), De Jong , Lang | Nyland, Navas (Sánchez '73), Gudelj, Ramos, Pedrosa (Acuña '73), Fernando (Sow '66), Suso (Torres '66), Rakitić ( 73'), Ocampos (Badé '87 ), En-Nesyri, Lukebakio |  |
| Stadion: Philips Stadion, Eindhoven Toeschouwers: 34.206 Scheidsrechter: Daniele Orsato Video-assistent: Massimiliano Irrati |                               |               |                          | Benítez, Teze, Ramalho (Bella-Kotchap '82), Boscagli (Pepi '82), Dest, Schouten, Tillman, Veerman (Saibari '71), Bakayoko (Lozano '71 ), De Jong , Lang | Nyland, Navas (Sánchez '73), Gudelj, Ramos, Pedrosa (Acuña '73), Fernando (Sow '66), Suso (Torres '66), Rakitić ( 73'), Ocampos (Badé '87 ), En-Nesyri, Lukebakio |  |
| Stadion: Philips Stadion, Eindhoven Toeschouwers: 34.206 Scheidsrechter: Daniele Orsato Video-assistent: Massimiliano Irrati |                               |               |                          | Benítez, Teze, Ramalho (Bella-Kotchap '82), Boscagli (Pepi '82), Dest, Schouten, Tillman, Veerman (Saibari '71), Bakayoko (Lozano '71 ), De Jong , Lang | Nyland, Navas (Sánchez '73), Gudelj, Ramos, Pedrosa (Acuña '73), Fernando (Sow '66), Suso (Torres '66), Rakitić ( 73'), Ocampos (Badé '87 ), En-Nesyri, Lukebakio |  |
| |                               |               |                          | | |  |

| Wedstrijd 3/6: 24 oktober 2023, 21:00 uur                                                                              | RC Lens  | 1 – 1 (0 – 0) | PSV          | Opstelling RC Lens | Opstelling PSV |  |
| Stadion: Stade Bollaert-Delelis, Lens Toeschouwers: 38.133 Scheidsrechter: Radu Petrescu Video-assistent: Cătălin Popa | Wahi 65' |               | 54' Bakayoko | Samba , Gradit, Danso, Medina, Frankowski, Mendy (Pereira Da Costa '63), Abdul Samed , Machado (Haïdara '82), Sotoca (Saïd '63 ), Wahi (Guilavogui '72), Fulgini (Thomasson '63 ) | Benítez, Teze, Ramalho ( 90+1'), Boscagli , Dest, Schouten, Tillman (Saibari '71), Veerman, Bakayoko (Til '82), De Jong (Pepi '90+1 ), Lozano (Vertessen '82) |  |
| Stadion: Stade Bollaert-Delelis, Lens Toeschouwers: 38.133 Scheidsrechter: Radu Petrescu Video-assistent: Cătălin Popa |          |               |              | Samba , Gradit, Danso, Medina, Frankowski, Mendy (Pereira Da Costa '63), Abdul Samed , Machado (Haïdara '82), Sotoca (Saïd '63 ), Wahi (Guilavogui '72), Fulgini (Thomasson '63 ) | Benítez, Teze, Ramalho ( 90+1'), Boscagli , Dest, Schouten, Tillman (Saibari '71), Veerman, Bakayoko (Til '82), De Jong (Pepi '90+1 ), Lozano (Vertessen '82) |  |
| Stadion: Stade Bollaert-Delelis, Lens Toeschouwers: 38.133 Scheidsrechter: Radu Petrescu Video-assistent: Cătălin Popa |          |               |              | Samba , Gradit, Danso, Medina, Frankowski, Mendy (Pereira Da Costa '63), Abdul Samed , Machado (Haïdara '82), Sotoca (Saïd '63 ), Wahi (Guilavogui '72), Fulgini (Thomasson '63 ) | Benítez, Teze, Ramalho ( 90+1'), Boscagli , Dest, Schouten, Tillman (Saibari '71), Veerman, Bakayoko (Til '82), De Jong (Pepi '90+1 ), Lozano (Vertessen '82) |  |
| |          |               |              | | |  |

| Wedstrijd 4/6: 8 november 2023, 21:00 uur                                                                                  | PSV         | 1 – 0 (1 – 0) | RC Lens | Opstelling PSV | Opstelling RC Lens |  |
| Stadion: Philips Stadion, Eindhoven Toeschouwers: 32.000 Scheidsrechter: Daniel Siebert Video-assistent: Christian Dingert | De Jong 12' |               |         | Benítez, Teze, Ramalho ( 90+3'), Boscagli, Dest, Schouten, Til (Tillman '66), Veerman (Saibari '66), Bakayoko, De Jong (Pepi '90+3), Lozano (Vertessen '90+3) | Samba , Gradit , Danso , Medina , Frankowski (Guilavogui '78 '90+2), Mendy (El Aynaoui '63), Abdul Samed, Machado (Haïdara '78), Sotoca , Wahi (Saïd '82), Thomasson (Fulgini '65) |  |
| Stadion: Philips Stadion, Eindhoven Toeschouwers: 32.000 Scheidsrechter: Daniel Siebert Video-assistent: Christian Dingert |             |               |         | Benítez, Teze, Ramalho ( 90+3'), Boscagli, Dest, Schouten, Til (Tillman '66), Veerman (Saibari '66), Bakayoko, De Jong (Pepi '90+3), Lozano (Vertessen '90+3) | Samba , Gradit , Danso , Medina , Frankowski (Guilavogui '78 '90+2), Mendy (El Aynaoui '63), Abdul Samed, Machado (Haïdara '78), Sotoca , Wahi (Saïd '82), Thomasson (Fulgini '65) |  |
| Stadion: Philips Stadion, Eindhoven Toeschouwers: 32.000 Scheidsrechter: Daniel Siebert Video-assistent: Christian Dingert |             |               |         | Benítez, Teze, Ramalho ( 90+3'), Boscagli, Dest, Schouten, Til (Tillman '66), Veerman (Saibari '66), Bakayoko, De Jong (Pepi '90+3), Lozano (Vertessen '90+3) | Samba , Gradit , Danso , Medina , Frankowski (Guilavogui '78 '90+2), Mendy (El Aynaoui '63), Abdul Samed, Machado (Haïdara '78), Sotoca , Wahi (Saïd '82), Thomasson (Fulgini '65) |  |
| |             |               |         | | |  |

| Wedstrijd 5/6: 29 november 2023, 18:45 uur                                                                                       | Sevilla FC              | 2 – 3 (1 – 0) | PSV                                      | Opstelling Sevilla FC | Opstelling PSV |  |
| Stadion: Estadio Ramón Sánchez Pizjuán, Sevilla Toeschouwers: 29.403 Scheidsrecheter: Davide Massa Video-assistent: Paolo Valeri | Ramos 24' En-Nesyri 47' |               | 68' Saibari 81' (e.d.) Gudelj 90+2' Pepi | Dmitrović, Navas (Sánchez '58), Gudelj, Ramos, Acuña, Sow (Jordán '74), Fernando (na afloop) (Torres '84), Rakitić ( 58'), Ocampos '66, En-Nesyri (Mir '74), Lukebakio (Nianzou '73) | Benítez, Teze, Ramalho (Saibari '58), Boscagli (Van Aanholt '82), Dest, Schouten (Pepi '82), Til (Tillman '58), Veerman, Bakayoko, De Jong , Lozano (Vertessen '44) |  |
| Stadion: Estadio Ramón Sánchez Pizjuán, Sevilla Toeschouwers: 29.403 Scheidsrecheter: Davide Massa Video-assistent: Paolo Valeri |                         |               |                                          | Dmitrović, Navas (Sánchez '58), Gudelj, Ramos, Acuña, Sow (Jordán '74), Fernando (na afloop) (Torres '84), Rakitić ( 58'), Ocampos '66, En-Nesyri (Mir '74), Lukebakio (Nianzou '73) | Benítez, Teze, Ramalho (Saibari '58), Boscagli (Van Aanholt '82), Dest, Schouten (Pepi '82), Til (Tillman '58), Veerman, Bakayoko, De Jong , Lozano (Vertessen '44) |  |
| Stadion: Estadio Ramón Sánchez Pizjuán, Sevilla Toeschouwers: 29.403 Scheidsrecheter: Davide Massa Video-assistent: Paolo Valeri |                         |               |                                          | Dmitrović, Navas (Sánchez '58), Gudelj, Ramos, Acuña, Sow (Jordán '74), Fernando (na afloop) (Torres '84), Rakitić ( 58'), Ocampos '66, En-Nesyri (Mir '74), Lukebakio (Nianzou '73) | Benítez, Teze, Ramalho (Saibari '58), Boscagli (Van Aanholt '82), Dest, Schouten (Pepi '82), Til (Tillman '58), Veerman, Bakayoko, De Jong , Lozano (Vertessen '44) |  |
| |                         |               |                                          | | |  |

| Wedstrijd 6/6: 12 december 2023, 18:45 uur                                                                                 | PSV           | 1 – 1 (0 – 1) | Arsenal     | Opstelling PSV | Opstelling Arsenal |  |
| Stadion: Philips Stadion, Eindhoven Toeschouwers: 35.000 Scheidsrechter: Tobias Stieler Video-assistent: Christian Dingert | Vertessen 50' |               | 42' Nketiah | Benítez, Teze, Ramalho , Obispo, Mauro Júnior, Tillman (Til '83), Van Aanholt, Saibari (Dest '74), Bakayoko (Babadi '74), Pepi, Vertessen (Oppegård '90) | Ramsdale, Soares (Rice '61), Saliba (White '61), Gabriel, Kiwior, Elneny (Ødegaard '61), Jorginho , Havertz (Smith Rowe '89), Nelson (Jesus '89), Nketiah, Trossard |  |
| Stadion: Philips Stadion, Eindhoven Toeschouwers: 35.000 Scheidsrechter: Tobias Stieler Video-assistent: Christian Dingert |               |               |             | Benítez, Teze, Ramalho , Obispo, Mauro Júnior, Tillman (Til '83), Van Aanholt, Saibari (Dest '74), Bakayoko (Babadi '74), Pepi, Vertessen (Oppegård '90) | Ramsdale, Soares (Rice '61), Saliba (White '61), Gabriel, Kiwior, Elneny (Ødegaard '61), Jorginho , Havertz (Smith Rowe '89), Nelson (Jesus '89), Nketiah, Trossard |  |
| Stadion: Philips Stadion, Eindhoven Toeschouwers: 35.000 Scheidsrechter: Tobias Stieler Video-assistent: Christian Dingert |               |               |             | Benítez, Teze, Ramalho , Obispo, Mauro Júnior, Tillman (Til '83), Van Aanholt, Saibari (Dest '74), Bakayoko (Babadi '74), Pepi, Vertessen (Oppegård '90) | Ramsdale, Soares (Rice '61), Saliba (White '61), Gabriel, Kiwior, Elneny (Ødegaard '61), Jorginho , Havertz (Smith Rowe '89), Nelson (Jesus '89), Nketiah, Trossard |  |
| |               |               |             | | |  |

#### Achtste finale
| Wedstrijd 1/2: 20 februari 2024, 21:00 uur                                                                                | PSV                | 1 – 1 (0 – 1) | Borussia Dortmund | Opstelling PSV | Opstelling Borussia Dortmund |  |
| Stadion: Philips Stadion, Eindhoven Toeschouwers: 34.950 Scheidsrechter: Srđan Jovanović Video-assistent: Nejc Kajtazović | De Jong 56' (pen.) |               | 24' Malen         | Benítez, Teze, Schouten, Boscagli (Obispo '90), Dest, Veerman, Saibari (Mauro Júnior '83), Tillman, Lozano (Pepi '75), De Jong , Bakayoko | Meyer, Ryerson, Schlotterbeck , Hummels, Maatsen , Can , Sabitzer, Reus (Brandt '62), Sancho (Wolf '68), Füllkrug (Moukoko '82), Malen (Özcan '82) |  |
| Stadion: Philips Stadion, Eindhoven Toeschouwers: 34.950 Scheidsrechter: Srđan Jovanović Video-assistent: Nejc Kajtazović |                    |               |                   | Benítez, Teze, Schouten, Boscagli (Obispo '90), Dest, Veerman, Saibari (Mauro Júnior '83), Tillman, Lozano (Pepi '75), De Jong , Bakayoko | Meyer, Ryerson, Schlotterbeck , Hummels, Maatsen , Can , Sabitzer, Reus (Brandt '62), Sancho (Wolf '68), Füllkrug (Moukoko '82), Malen (Özcan '82) |  |
| Stadion: Philips Stadion, Eindhoven Toeschouwers: 34.950 Scheidsrechter: Srđan Jovanović Video-assistent: Nejc Kajtazović |                    |               |                   | Benítez, Teze, Schouten, Boscagli (Obispo '90), Dest, Veerman, Saibari (Mauro Júnior '83), Tillman, Lozano (Pepi '75), De Jong , Bakayoko | Meyer, Ryerson, Schlotterbeck , Hummels, Maatsen , Can , Sabitzer, Reus (Brandt '62), Sancho (Wolf '68), Füllkrug (Moukoko '82), Malen (Özcan '82) |  |
| |                    |               |                   | | |  |

| Wedstrijd 2/2: 13 maart 2024, 21:00 uur | Borussia Dortmund    | 2 – 0 (1 – 0) | PSV | Opstelling Borussia Dortmund                                                                                                  | Opstelling PSV |  |
| Stadion: Signal Iduna Park, Dortmund Toeschouwers: 81.365 Scheidsrechter: Daniele Orsato Video-assistent: Paolo Valeri                     | Sancho 3' Reus 90+5' |               |     | Kobel, Can , Süle , Hummels, Maatsen, Özcan, Brandt (Nmecha '58 ), Sabitzer, Sancho (Reus '75), Füllkrug, Malen (Adeyemi '70) | Benítez, Teze, Schouten, Boscagli, Dest, Veerman (Pepi '82), Mauro Júnior (Babadi '86), Tillman, Til (Lozano '46), De Jong , Bakayoko |  |
| Stadion: Signal Iduna Park, Dortmund Toeschouwers: 81.365 Scheidsrechter: Daniele Orsato Video-assistent: Paolo Valeri                     |                      |               |     | Kobel, Can , Süle , Hummels, Maatsen, Özcan, Brandt (Nmecha '58 ), Sabitzer, Sancho (Reus '75), Füllkrug, Malen (Adeyemi '70) | Benítez, Teze, Schouten, Boscagli, Dest, Veerman (Pepi '82), Mauro Júnior (Babadi '86), Tillman, Til (Lozano '46), De Jong , Bakayoko |  |
| Stadion: Signal Iduna Park, Dortmund Toeschouwers: 81.365 Scheidsrechter: Daniele Orsato Video-assistent: Paolo Valeri                     |                      |               |     | Kobel, Can , Süle , Hummels, Maatsen, Özcan, Brandt (Nmecha '58 ), Sabitzer, Sancho (Reus '75), Füllkrug, Malen (Adeyemi '70) | Benítez, Teze, Schouten, Boscagli, Dest, Veerman (Pepi '82), Mauro Júnior (Babadi '86), Tillman, Til (Lozano '46), De Jong , Bakayoko |  |
| Bijz.: PSV verloor over twee wedstrijden met een totaalscore van 1 – 3, hierdoor was PSV uitgeschakeld in de Champions League dit seizoen. |                      |               |     | | |  |

## TOTO KNVB Beker

#### Eerste ronde
- PSV heeft voor de eerste ronde een vrijstelling gekregen, omdat ze zich hebben geplaatst voor de Europese clubhoofdtoernooi.

#### Tweede ronde
| 17 januari 2024, 21:00 uur | PSV                                    | 3 – 1 (1 – 0) | FC Twente  | Opstelling PSV | Opstelling FC Twente |  |
| Stadion: Philips Stadion, Eindhoven Toeschouwers: 34.400 Scheidsrechter: Jeroen Manschot | Vertessen 19' De Jong 55' Bakayoko 62' |               | 68' Ugalde | Drommel, Teze , Ramalho ( 82'), Boscagli, Dest, Schouten (Van Aanholt '66), Til (Mauro Júnior '82), Tillman, Bakayoko (Lozano '71), De Jong (Pepi '82), Vertessen (Lang '70) | Unnerstall, Brenet, Bruns, Pröpper , Eiting (Van Bergen '69), Smal, Regeer (D. Rots '58 ), Sadílek (Taha '72), Vlap (Steijn '58), Van Wolfswinkel, Ugalde (Kjølø '69) |  |
| Stadion: Philips Stadion, Eindhoven Toeschouwers: 34.400 Scheidsrechter: Jeroen Manschot |                                        |               |            | Drommel, Teze , Ramalho ( 82'), Boscagli, Dest, Schouten (Van Aanholt '66), Til (Mauro Júnior '82), Tillman, Bakayoko (Lozano '71), De Jong (Pepi '82), Vertessen (Lang '70) | Unnerstall, Brenet, Bruns, Pröpper , Eiting (Van Bergen '69), Smal, Regeer (D. Rots '58 ), Sadílek (Taha '72), Vlap (Steijn '58), Van Wolfswinkel, Ugalde (Kjølø '69) |  |
| Stadion: Philips Stadion, Eindhoven Toeschouwers: 34.400 Scheidsrechter: Jeroen Manschot |                                        |               |            | Drommel, Teze , Ramalho ( 82'), Boscagli, Dest, Schouten (Van Aanholt '66), Til (Mauro Júnior '82), Tillman, Bakayoko (Lozano '71), De Jong (Pepi '82), Vertessen (Lang '70) | Unnerstall, Brenet, Bruns, Pröpper , Eiting (Van Bergen '69), Smal, Regeer (D. Rots '58 ), Sadílek (Taha '72), Vlap (Steijn '58), Van Wolfswinkel, Ugalde (Kjølø '69) |  |
| Bijz.: De wedstrijd zou oorspronkelijk op 21 december 2023 om 21:00 uur gespeeld worden, maar door hevige regenval waardoor het speelveld onbespeelbaar werd verklaard, werd de wedstrijd afgelast en verplaatst. |                                        |               |            | | |  |

#### Achtste finale
| 24 januari 2024, 20:00 uur                                                                                              | Feyenoord  | 1 – 0 (1 – 0) | PSV | Opstelling Feyenoord | Opstelling PSV |  |
| Stadion: Stadion Feijenoord, Rotterdam Toeschouwers: 47.500 Scheidsrechter: Dennis Higler Video-assistent: Clay Ruperti | Timber 31' |               |     | Bijlow, Geertruida, Trauner , Hancko, Hartman, Wieffer , Stengs, Timber , Nieuwkoop (Dilrosun '72), Giménez , Paixão (Lingr '89) | Drommel, Teze, Ramalho (Van Aanholt '46), Boscagli, Dest, Til ( 82') , Schouten , Tillman (Mauro Júnior '46), Bakayoko (Vertessen '82), De Jong (Pepi '82), Lozano (Lang '61 ) |  |
| Stadion: Stadion Feijenoord, Rotterdam Toeschouwers: 47.500 Scheidsrechter: Dennis Higler Video-assistent: Clay Ruperti |            |               |     | Bijlow, Geertruida, Trauner , Hancko, Hartman, Wieffer , Stengs, Timber , Nieuwkoop (Dilrosun '72), Giménez , Paixão (Lingr '89) | Drommel, Teze, Ramalho (Van Aanholt '46), Boscagli, Dest, Til ( 82') , Schouten , Tillman (Mauro Júnior '46), Bakayoko (Vertessen '82), De Jong (Pepi '82), Lozano (Lang '61 ) |  |
| Stadion: Stadion Feijenoord, Rotterdam Toeschouwers: 47.500 Scheidsrechter: Dennis Higler Video-assistent: Clay Ruperti |            |               |     | Bijlow, Geertruida, Trauner , Hancko, Hartman, Wieffer , Stengs, Timber , Nieuwkoop (Dilrosun '72), Giménez , Paixão (Lingr '89) | Drommel, Teze, Ramalho (Van Aanholt '46), Boscagli, Dest, Til ( 82') , Schouten , Tillman (Mauro Júnior '46), Bakayoko (Vertessen '82), De Jong (Pepi '82), Lozano (Lang '61 ) |  |
| Bijz.: Hierdoor was PSV uitgeschakeld in de KNVB Beker dit seizoen.                                                     |            |               |     | | |  |

## Topscorers
| Nr.                           | Naam                          | Goal |
| ----------------------------- | ----------------------------- | ---- |
| 1.                            | Luuk de Jong                  | 29   |
| 2.                            | Johan Bakayoko                | 12   |
| 3.                            | Guus Til                      | 10   |
| 4.                            | Malik Tillman                 | 9    |
| 5.                            | Ricardo Pepi                  | 7    |
| 6.                            | Hirving Lozano                | 6    |
| 7.                            | Ismael Saibari                | 5    |
| 7.                            | Joey Veerman                  | 5    |
| 9.                            | Noa Lang                      | 4    |
| 10.                           | Olivier Boscagli              | 3    |
| 10.                           | André Ramalho                 | 3    |
| 10.                           | Jerdy Schouten                | 3    |
| 10.                           | Yorbe Vertessen               | 3    |
| 14.                           | Sergiño Dest                  | 2    |
| 14.                           | Jordan Teze                   | 2    |
| 16.                           | Patrick van Aanholt           | 1    |
| 16.                           | Isaac Babadi                  | 1    |
| 16.                           | Mauro Júnior                  | 1    |
| 16.                           | Jesper Uneken                 | 1    |
| Eigen doelpunten tegenstander | Eigen doelpunten tegenstander | 4    |
| Totaal                        | Totaal                        | 111  |

| Nr.                           | Naam            | Goal |
| ----------------------------- | --------------- | ---- |
| 1.                            | Johan Bakayoko  | 1    |
| 1.                            | Luuk de Jong    | 1    |
| 1.                            | Yorbe Vertessen | 1    |
| Eigen doelpunten tegenstander |                 |      |
| Totaal                        | Totaal          | 3    |

| Nr.                           | Naam                          | Goal |
| ----------------------------- | ----------------------------- | ---- |
| 1.                            | Luuk de Jong                  | 3    |
| 2.                            | Johan Bakayoko                | 1    |
| 2.                            | Ricardo Pepi                  | 1    |
| 2.                            | Ismael Saibari                | 1    |
| 2.                            | Jordan Teze                   | 1    |
| 2.                            | Yorbe Vertessen               | 1    |
| Eigen doelpunten tegenstander | Eigen doelpunten tegenstander | 1    |
| Totaal                        | Totaal                        | 9    |

## Assists
| Nr.    | Naam                | Assist |
| ------ | ------------------- | ------ |
| 1.     | Joey Veerman        | 16     |
| 2.     | Luuk de Jong        | 14     |
| 3.     | Johan Bakayoko      | 9      |
| 3.     | Jordan Teze         | 9      |
| 3.     | Malik Tillman       | 9      |
| 6.     | Sergiño Dest        | 6      |
| 7.     | Guus Til            | 5      |
| 8.     | Ismael Saibari      | 4      |
| 9.     | Olivier Boscagli    | 3      |
| 9.     | Hirving Lozano      | 3      |
| 11.    | Ricardo Pepi        | 2      |
| 12.    | Patrick van Aanholt | 1      |
| 12.    | Tygo Land           | 1      |
| 12.    | Noa Lang            | 1      |
| 12.    | André Ramalho       | 1      |
| 12.    | Ibrahim Sangaré     | 1      |
| 12.    | Yorbe Vertessen     | 1      |
| Totaal | Totaal              | 86     |

| Nr.    | Naam          | Assist |
| ------ | ------------- | ------ |
| 1.     | Luuk de Jong  | 1      |
| 1.     | Jordan Teze   | 1      |
| 1.     | Malik Tillman | 1      |
| Totaal | Totaal        | 3      |

| Nr.    | Naam            | Assist |
| ------ | --------------- | ------ |
| 1.     | Johan Bakayoko  | 1      |
| 1.     | Sergiño Dest    | 1      |
| 1.     | Ricardo Pepi    | 1      |
| 1.     | Malik Tillman   | 1      |
| 1.     | Yorbe Vertessen | 1      |
| Totaal | Totaal          | 5      |

## Spelersstatistieken
Legenda
| - W = Wedstrijden - = Doelpunten | - = Gele kaarten (exclusief 2x geel) - = 2x gele kaart in 1 wedstrijd - = Rode kaarten (exclusief 2x geel) | - 0 (0) = Basisspeler (invalspeler) - Kaarten zijn bij elkaar opgeteld van alle officiële wedstrijden. |

| Nr. | Naam                | Eredivisie | Eredivisie | KNVB Beker | KNVB Beker | Europa | Europa | Overige | Overige | Totaal  | Totaal | Kaarten | Kaarten | Kaarten |
| Nr. | Naam                | W          | Goal       | W          | Goal       | W      | Goal   | W       | Goal    | W       | Goal   |         |         |         |
| --- | ------------------- | ---------- | ---------- | ---------- | ---------- | ------ | ------ | ------- | ------- | ------- | ------ | ------- | ------- | ------- |
| 1   | Walter Benítez      | 33         | 0          | 0          | 0          | 12     | 0      | 1       | 0       | 46      | 0      | 1       | 0       | 0       |
| 2   | Shurandy Sambo      | 1 (10)     | 0          | 0          | 0          | 0 (3)  | 0      | 0       | 0       | 1 (13)  | 0      | 1       | 0       | 0       |
| 3   | Jordan Teze         | 29 (1)     | 2          | 2          | 0          | 12     | 1      | 1       | 0       | 44 (1)  | 3      | 5       | 0       | 0       |
| 4   | Armando Obispo      | 1 (8)      | 0          | 0          | 0          | 1 (1)  | 0      | 0       | 0       | 2 (9)   | 0      | 0       | 1       | 0       |
| 5   | André Ramalho       | 29 (4)     | 3          | 2          | 0          | 8 (2)  | 0      | 1       | 0       | 40 (6)  | 3      | 7       | 0       | 0       |
| 6   | Armel Bella-Kotchap | 2 (2)      | 0          | 0          | 0          | 1 (1)  | 0      | 0       | 0       | 3 (3)   | 0      | 0       | 0       | 0       |
| 6   | Ibrahim Sangaré     | 2          | 0          | 0          | 0          | 4      | 2      | 1       | 0       | 7       | 2      | 0       | 0       | 0       |
| 7   | Noa Lang            | 8 (3)      | 4          | 0 (2)      | 0          | 5      | 0      | 1       | 1       | 14 (5)  | 5      | 2       | 0       | 0       |
| 8   | Sergiño Dest        | 25         | 2          | 2          | 0          | 9 (1)  | 0      | 0       | 0       | 36 (1)  | 2      | 1       | 0       | 0       |
| 9   | Luuk de Jong        | 34         | 29         | 2          | 1          | 11     | 8      | 1       | 0       | 48      | 38     | 4       | 0       | 0       |
| 10  | Malik Tillman       | 18 (10)    | 9          | 2          | 0          | 5 (4)  | 0      | 0       | 0       | 25 (14) | 9      | 4       | 0       | 0       |
| 11  | Johan Bakayoko      | 29 (4)     | 12         | 2          | 1          | 12     | 1      | 1       | 0       | 44 (4)  | 14     | 2       | 0       | 0       |
| 14  | Ricardo Pepi        | 1 (26)     | 7          | 0 (2)      | 0          | 1 (9)  | 2      | 0 (1)   | 0       | 2 (38)  | 9      | 3       | 0       | 0       |
| 16  | Joël Drommel        | 1          | 0          | 2          | 0          | 0      | 0      | 0       | 3       | 0       | 0      | 0       | 0       | 0       |
| 17  | Mauro Júnior        | 9 (7)      | 1          | 0 (2)      | 0          | 2 (1)  | 0      | 0       | 0       | 11 (10) | 1      | 0       | 0       | 0       |
| 18  | Olivier Boscagli    | 32 (1)     | 3          | 2          | 0          | 11     | 0      | 1       | 0       | 46 (1)  | 3      | 5       | 0       | 0       |
| 20  | Guus Til            | 23 (7)     | 10         | 2          | 0          | 3 (5)  | 0      | 0       | 0       | 28 (12) | 10     | 1       | 0       | 0       |
| 21  | Anwar El Ghazi      | 0 (1)      | 0          | 0          | 0          | 0      | 0      | 0 (1)   | 0       | 0 (2)   | 0      | 0       | 0       | 0       |
| 22  | Jerdy Schouten      | 28 (1)     | 3          | 2          | 0          | 8 (1)  | 0      | 0       | 0       | 38 (2)  | 3      | 5       | 0       | 0       |
| 23  | Joey Veerman        | 28 (1)     | 5          | 0          | 0          | 11     | 2      | 1       | 0       | 40 (1)  | 7      | 3       | 0       | 0       |
| 24  | Boy Waterman        | 0 (1)      | 0          | 0          | 0          | 0      | 0      | 0       | 0       | 0 (1)   | 0      | 0       | 0       | 0       |
| 26  | Isaac Babadi        | 3 (13)     | 1          | 0          | 0          | 1 (4)  | 1      | 1       | 0       | 5 (17)  | 2      | 1       | 0       | 0       |
| 27  | Hirving Lozano      | 17 (7)     | 6          | 1 (1)      | 0          | 4 (3)  | 0      | 0       | 0       | 22 (11) | 6      | 6       | 0       | 0       |
| 30  | Patrick van Aanholt | 9 (15)     | 1          | 0 (2)      | 0          | 3 (1)  | 0      | 1       | 0       | 13 (18) | 1      | 0       | 0       | 0       |
| 31  | Tygo Land           | 0 (3)      | 0          | 0          | 0          | 0      | 0      | 0       | 0       | 0 (3)   | 0      | 0       | 0       | 0       |
| 32  | Yorbe Vertessen     | 3 (14)     | 3          | 1 (1)      | 1          | 2 (7)  | 1      | 0 (1)   | 0       | 6 (23)  | 5      | 1       | 0       | 0       |
| 34  | Ismael Saibari      | 10 (9)     | 5          | 0          | 0          | 6 (5)  | 3      | 0 (1)   | 0       | 16 (15) | 8      | 1       | 0       | 0       |
| 35  | Fredrik Oppegård    | 0          | 0          | 0          | 0          | 0 (1)  | 0      | 0       | 0       | 0 (1)   | 0      | 0       | 0       | 0       |
| 37  | Richard Ledezma     | 0 (1)      | 0          | 0          | 0          | 0      | 0      | 0       | 0       | 0 (1)   | 0      | 0       | 0       | 0       |
| 38  | Jesper Uneken       | 0 (1)      | 1          | 0          | 0          | 0      | 0      | 0       | 0       | 0 (1)   | 1      | 0       | 0       | 0       |
| 61  | Niek Schiks         | 0          | 0          | 0          | 0          | 0      | 0      | 0       | 0       | 0       | 0      | 0       | 0       | 0       |